# Pozzuoli
Pozzuoli (Pezzule /pətˈtsulə/ in dialetto napoletano, /pətˈtsəulə/ nella variante puteolana, talvolta anche Pezzuole) è un comune italiano di 74 926 abitanti della città metropolitana di Napoli in Campania. Fa parte dell'area urbana di Napoli, risultando strettamente conurbato con la città capoluogo.

## Geografia fisica

### Territorio

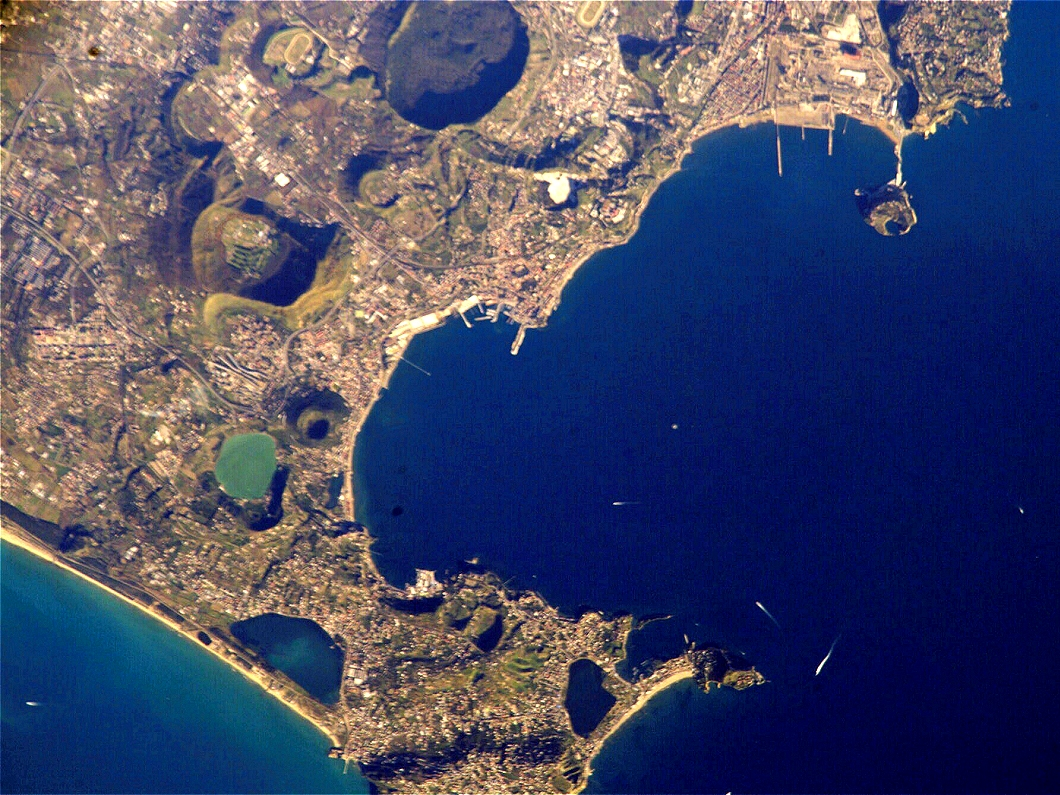
Il golfo di Pozzuoli visto dal satellite

Situata sull'omonimo golfo, Pozzuoli si trova in un'area vulcanica, i Campi Flegrei (cioè campi ardenti), una grande caldera attiva.
Gran parte del territorio è collinare, comprendendo diversi crateri di origine vulcanica, tra cui uno dei più noti è quello della Solfatara, formatosi circa 4 000 anni fa. Altri crateri vulcanici sono gli Astroni, Monte Nuovo (formatosi durante l'ultima eruzione dei Campi Flegrei, nel 1538) e quello che ospita il lago d'Averno. Da questa zona il suolo scende abbastanza ripidamente verso sud (golfo di Pozzuoli), mentre più graduale è la discesa verso ovest, ove insiste un'area pianeggiante presso il Litorale Domitio.
Un fenomeno geofisico tipico di questa città e dell'intera area dei Campi Flegrei è il bradisismo, ossia il sollevamento e l'abbassamento della superficie terrestre a seguito di variazioni di pressione sotterranea legate ad attività magmatico-idrotermale. Il rapido innalzamento del livello del suolo che coinvolse negli anni ottanta l'area Flegrea, rese necessario il riposizionamento del porto di Pozzuoli di circa 50 metri più avanti rispetto alla collocazione precedente.

## Origini del nome
Fondata con il nome di Dicearchia (governo giusto), nel 338 a.C. fu conquistata dai Romani che le cambiarono il nome in Puteoli (piccoli pozzi) forse per le numerose sorgenti termominerali presenti in zona.

## Storia

### Dicearchia
Nel 530 a.C. alcuni profughi provenienti dall'isola greca di Samo, sfuggiti alla tirannide di Policrate, approdarono presso le coste puteolane e fondarono, con il consenso di Cuma, la città di Dicearchia, che in greco significa "(città) del giusto governo". Fino a oggi di Dicearchia esiste solo una fonte scritta pervenuta a noi, ma della presunta città non è stato rinvenuto alcun resto.
Non è noto se lo sbarco sulle coste puteolane avvenne per caso o se i Sami si mossero secondo un piano prestabilito. Charles Dubois, uno dei più illustri studiosi della storia antica di Pozzuoli, avanza un'ipotesi che, per la sua fondatezza, merita di essere presa in considerazione: «I contatti tra i Sami e i Cumani che erano originari di Calcide, furono verosimilmente facilitati dal ricordo delle vecchie tradizioni di amicizia che esistevano tra Samo e Calcide. Quest'amicizia che il Pais rileva a tal proposito, s'era manifestata durante la lotta che mise alle prese le città euboiche di Eretria e di Calcide nella seconda metà del VII secolo, lotta provocata dalla rivalità delle due città in relazione ai loro rapporti commerciali in Oriente ed in Occidente. In questa guerra che ebbe carattere internazionale o interellenico, i Sami si posero accanto a Calcide. L'amicizia dei Sami, dei Calcidesi e delle colonie euboiche dell'Italia e della Sicilia, ebbe certamente peso sulla fusione che si operò tra le genti di Cuma ed i fuggiaschi di Samo».
Dicearchia visse alle dipendenze di Cuma e, pertanto, difese con essa l'ellenismo della Campania, prima contro gli etruschi e poi contro i sanniti.

### Pozzuoli sotto i sanniti:Fistelia?

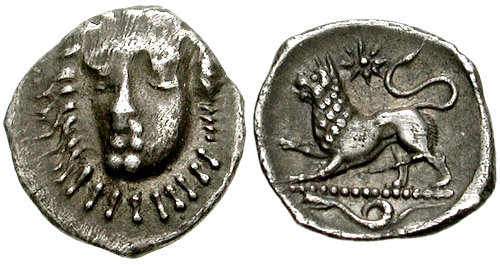
Obolo di Fistelia.

I sanniti occuparono Dicearchia nel 421 a.C. dopo aver conquistato Cuma. Con i sanniti Dicearchia, che secondo alcuni studiosi avrebbe cambiato il nome in quello di Fistelia, godette di una notevole autonomia politica e commerciale, favorita, quest'ultima, dalla ottima posizione del suo porto e dai contatti che essa ebbe con il retroterra campano.

### Puteoli
L'occupazione romana della Campania, avvenuta nel 338 a.C., segnò la romanizzazione anche della città greco-sannita, come dimostra l'uso del nuovo nome latino di Puteoli (che significa piccoli pozzi, forse a causa delle numerose sorgenti di acque termo-minerali che vi si trovano). A quanto si evince dal lessico di Sesto Pompeo Festo (II sec. d.C.), è lecito pensare che probabilmente l'attribuzione alla località del nome di Puteoli (‘piccoli pozzi putidi’) avvenne in modo alquanto superficiale e frettoloso da parte dei Romani. Questi ultimi, infatti, forse assimilarono impropriamente fumarole, fangaie e laghetti termali, formazioni naturali dal forte odore simile a quello delle uova marce, ai puticoli, cioè ai fossi puzzolenti scavati nelle rozze campagne protostoriche per seppellirvi alla spiccia i cadaveri.
Roma, che durante la seconda guerra punica (218-201 a.C.) aveva sperimentato l'importanza strategica del porto di Puteoli, vi stabilì nel 195 a.C. una colonia marittima. La conquista romana dell'Oriente e l'esigenza di avere uno scalo aperto ai traffici con esso, fecero di Puteoli il porto mediterraneo di Roma. «Le possibilità che offriva il retroterra campano di scambio di prodotti agricoli e industriali con le mercanzie d'oltremare e speciali tariffe doganali» - scrive Amedeo Maiuri - «assicurarono al porto puteolano un regime di preferenza rispetto a quello di Napoli e di concorrenza al porto di Delo. Una moltitudine varia e poliglotta, vi affollava il quartiere del suo emporio marittimo, vi stabiliva aziende (stationes) di commercio e di trasporto; vi formava corporazioni professionali di arti e mestieri e associazioni religiose professanti i culti della loro patria d'origine e della loro fede; Greci delle isole e della costa d'Asia, Tiri ed Eliopolitani, Ebrei e Cristiani con la loro prima comunità, legata al ricordo dello sbarco dell'Apostolo Paolo nel febbraio dell'anno 61».
«Nabatei ed Etiopi le dettero presto il carattere, il colore, il costume di un porto greco-orientale, sicché Lucilio poteva chiamarla fin dal 126 a.C. Delus minor e Stazio all'età di Domiziano, litora mundi hospita».

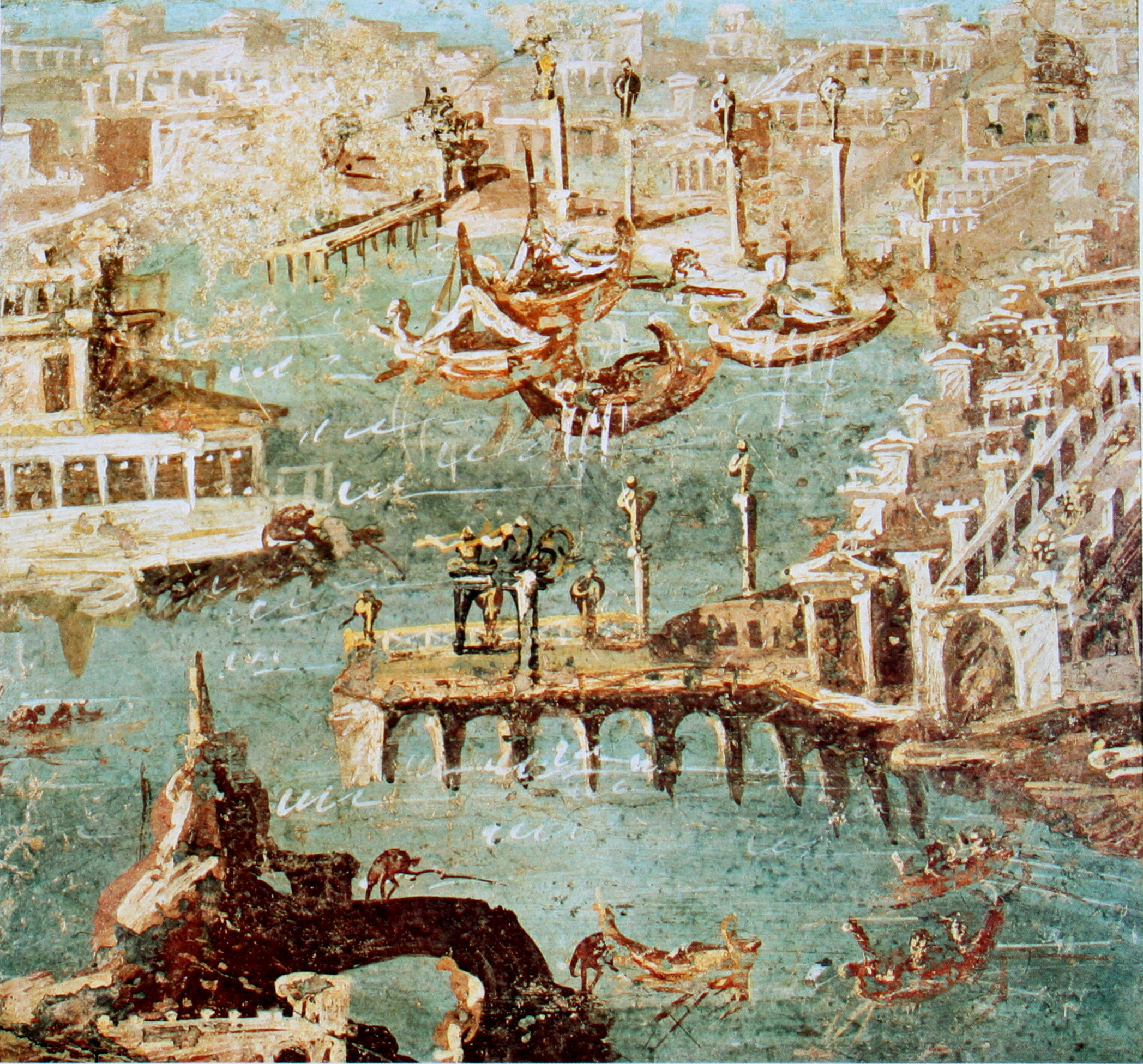
Affresco dell'antica città di Stabiae rappresentante il porto di Puteoli.

Un lungo, e non sempre tranquillo, periodo di vita municipale diede a Puteoli il carattere e il titolo di colonia; altrettanto fece Vespasiano (69-79 d.C.) che le assegnò anche una parte dell'agro capuano come premio per essere stata dalla sua parte nella lotta contro Vitellio.
Con la sistemazione del porto di Ostia, iniziato da Claudio nel 42 d.C., terminato da Nerone nel 54 d.C. e ampliato da Traiano fra gli anni 100 e 106 d.C., la fortuna di Puteoli cominciò a declinare lentamente, sebbene il suo porto svolgesse ancora il ruolo di scalo principale della Campania al tempo di Antonino Pio (138-161 d.C.) che nel 139 d.C. ne riparò il molo dissestato da una mareggiata. Un'operazione analoga di ristrutturazione del porto, danneggiato dal mare, è attestata ancora al tempo dell'imperatore Teodosio, alla fine del IV secolo.
Il progressivo sprofondamento del litorale puteolano, causato dal bradisismo, costrinse gli abitanti a lasciare, verso la fine del V secolo o agli inizi del VI secolo, la parte bassa e i quartieri portuali della città e a stabilirsi sull'altura che un tempo fu, quasi certamente, l'acropoli di Dicearchia. Questa fu cinta di mura e diventò, così, il castro puteolano ossia il centro fortificato per difendere la popolazione dalle incursioni nemiche.

### Il Cristianesimo
L'esistenza a Pozzuoli di una comunità cristiana ben organizzata sin dal I secolo è testimoniata dal libro degli Atti degli Apostoli: in viaggio da Reggio Calabria a Roma, a causa di un forte vento di scirocco, la nave di Paolo si fermò nella città campana e l'apostolo, accogliendo l'invito di alcuni fratelli, vi rimase una settimana (At 28,13-14).
Puteoli ebbe anche i suoi martiri: Artema, Procolo, Acuzio ed Eutiche, Gennaro, Sosso, Festo, Desiderio.

### Età medievale

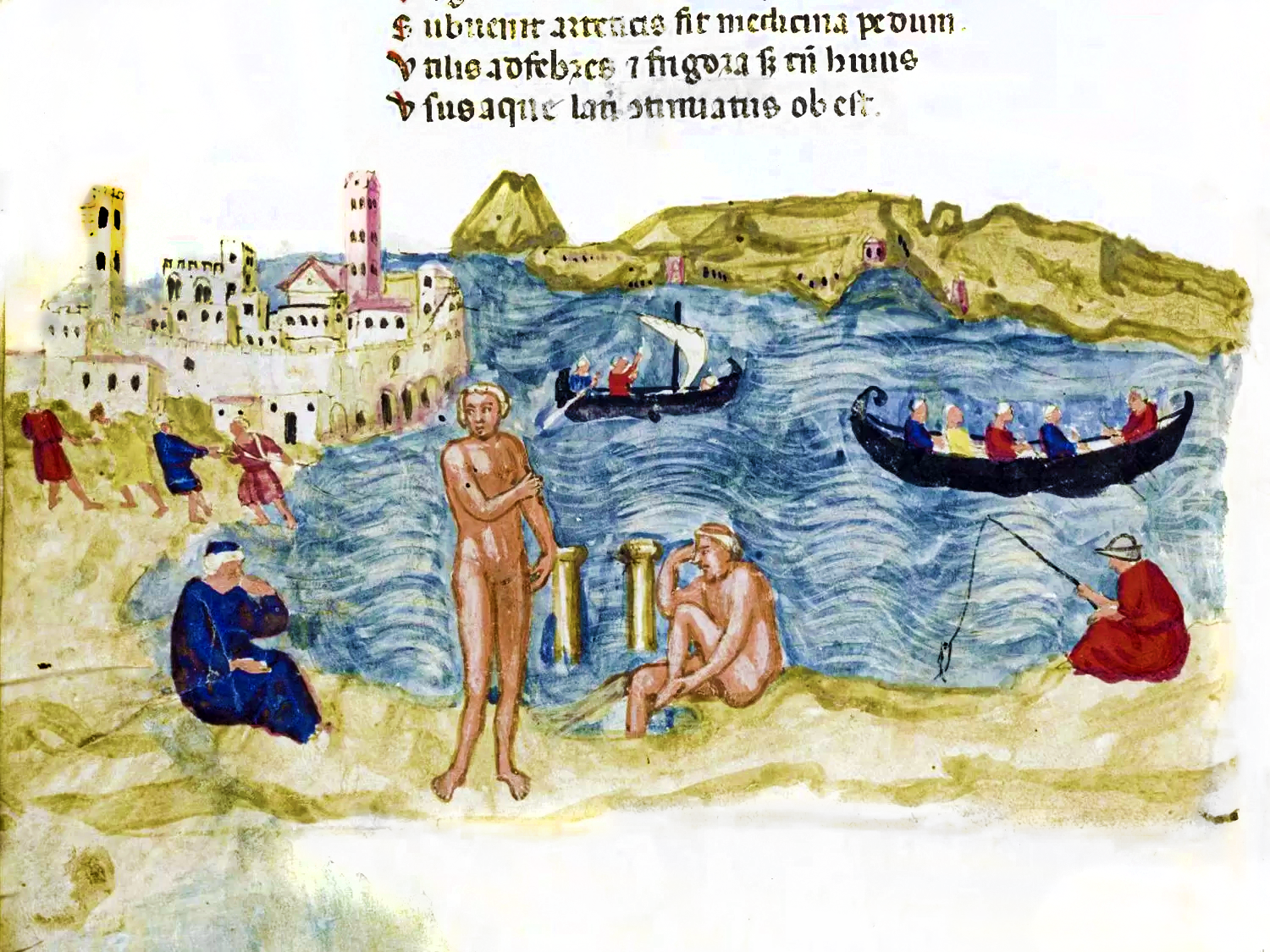
Raffigurazione di Pozzuoli in epoca medievale (dal De Balneis Puteolanis).

In epoca tardo imperiale, Puteoli risentì certamente delle crisi imperiali sempre più frequenti, ma come dimostrato alcune iscrizioni relative a lavori pubblici, restauri e personaggi civici illustri si può dedurre che continuò ad avere benessere. Dal IV secolo si presentarono problemi di insabbiamento dovuti al bradisismo che porteranno la costa all’immersione fino al livello massimo di 4 metri sotto il livello del mare nel X secolo.
Dal sacco di Roma di Alarico si perdono le notizie di Puteoli. Dato il suo passaggio per Capua e Nola, è lecito supporre che abbia razziato anche la città di Puteoli, cosa asserita ad esempio da Scipione Mazzella. Ciò comportò certamente un abbandono delle attività marittime e l'arroccamento della popolazione sul castrum, ovvero la zona pari all'attuale Rione Terra.
La zona costiera, nonostante il decadimento, a quanto pare rimase ancora frequentata, grazie alla presenza anche di sorgenti termali che continuarono a essere utilizzate per tutto il Medioevo: autori come Felice, Cassiodoro e Beniamino di Tudela documentano l’interesse per i bagni flegrei da parte dei vari invasori Vandali, Goti e Longobardi.
La zona flegrea subì una nuova razzia da Totila, re degli Ostrogoti. Nel 715, Romualdo II di Benevento promosse un nuovo saccheggio di Pozzuoli, e nel 866 capitò all'insediamento di Miseno, da parte degli arabi.
Fino alla fine del XII secolo, l'intera zona dei Campi Flegrei divenne dunque una terra di razzie e incursioni, sia via terra che via mare, e il Castrum Putheolorum fu conteso tra il Ducato di Napoli e il Regno normanno, fino alla vittoria di quest'ultimo.
Nel 1198, secondo alcune fonti storiche, ci fu un'eruzione della Solfatara, sebbene di modeste dimensioni, che peggiorò ulteriormente le condizioni di vita in zona, che testimonianze dell'epoca dipingevano come molto decadenti.
Con l'avvento del Regno di Federico II, la situazione per l'area puteolana migliorò: rimanendo comunque un castrum territorialmente differenziato da quello cumano, senza alcun titolo politico o amministrativo, con la nuova monarchia angioina Puteoli fu concessa in feudo da Carlo I d’Angiò a Jean de Maflers nel 1271, poi a Ludovico de Mons nel 1283 e da Carlo II d’Angiò a Ermengardo de Sabran nel 1294.
Il 9 maggio 1296, infine, fu dichiarata città demaniale da Carlo II d'Angiò, divenendo così questa la data ufficiale della fondazione dell'attuale Pozzuoli.
L'universitas di Pozzuoli era richiesta dai Puteolani sin dal 1254, quando si ribellarono al loro signore feudale Guido Filangieri. L’autonomia favorì lo sviluppo dell’economia locale che si fondava su pesca, agricoltura, estrazione di allume e sull’attività termale. Ci fu un forte sviluppo di alcuni centri, in particolar modo il centro di Tripergole, che verrà poi distrutto dall’eruzione del Monte Nuovo nel 1538.
Lo status di città fu confermato anche dagli Aragonesi nel XV secolo, e durante questo periodo la città subì due terremoti, nel 1448 e nel 1468, che portarono il regno a esentare Pozzuoli dal pagamento del focatico.

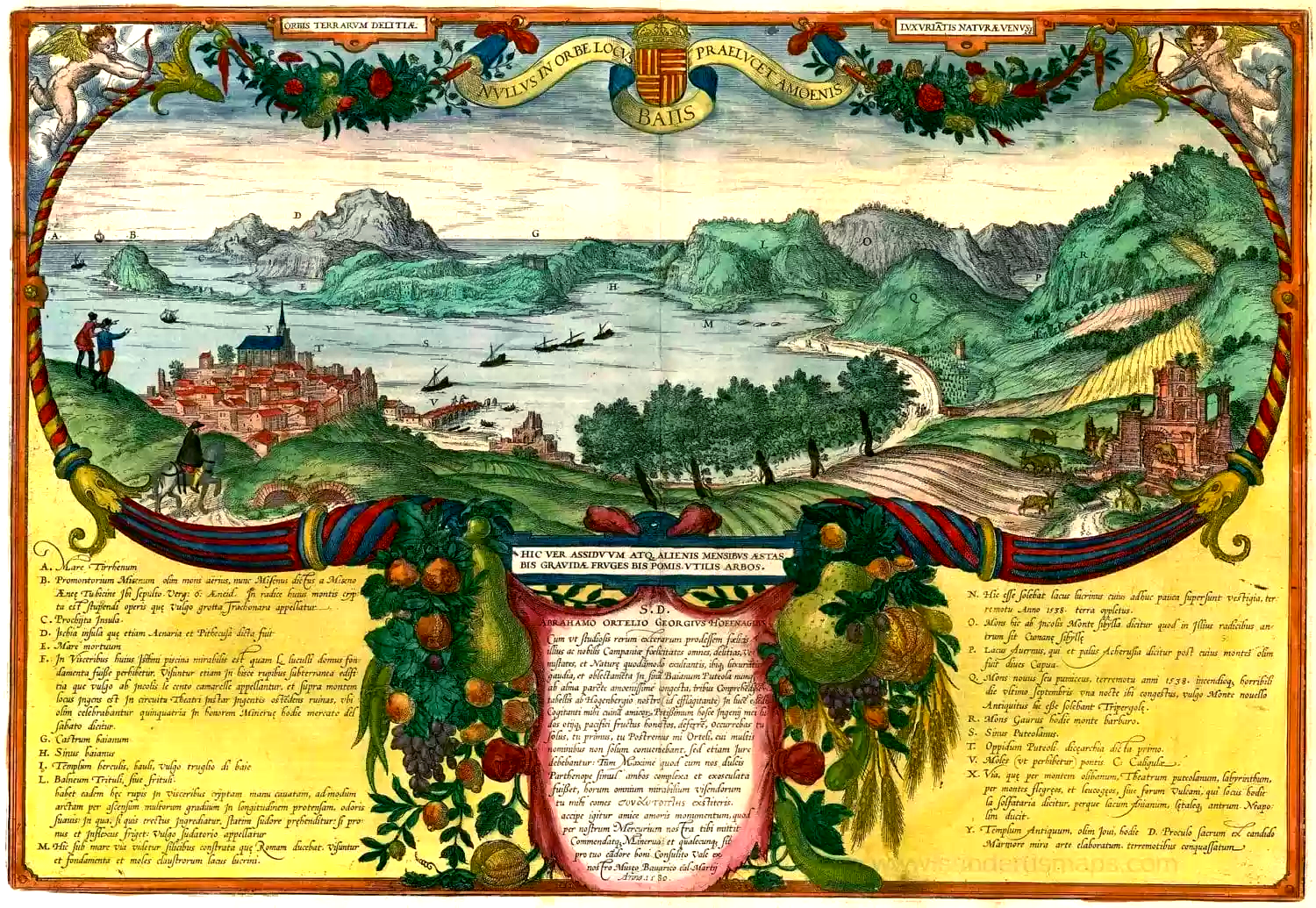
Pozzuoli nel 1575

### Età moderna
Nel XVI secolo, successivamente all'eruzione che portò alla nascita del Monte Nuovo e alla distruzione del centro termale di Tripergole, la città di Pozzuoli dovette affrontare la ricostruzione di ciò che venne distrutto da tutti gli eventi susseguitisi a partire dal secolo precedente, e grazie ai vari privilegi economici che il Regno di Napoli riservava alla zona disastrata, su spinta di Don Pedro de Toledo ebbe la sua prima espansione da quando nel primo Medioevo si ridusse al semplice abitato del Rione Terra: tra il XVI e il XVII secolo, la città si espanse quindi verso i luoghi, non sommersi, una volta abitati dagli antichi romani, estendendosi verso la linea di costa, la zona del Macellum (detto anche Tempio di Serapide) e costruendo quindi quell'espansione che oggi fa parte del centro storico. La città crebbe fino all'epidemia di peste del 1656, che segnò una battuta d'arresto come per molti altri centri abitati. Delle costruzioni di questo periodo, tuttavia, non ci è giunto praticamente nulla, a causa della forte sismicità del luogo che non risparmiò le costruzioni del periodo, lasciandoci però la nuova delimitazione della città. Furono ricostruite anche alcune strutture andate perdute nella distruzione di Tripergole, come l'Ospedale.
La città però non fu scevra da incursioni: sulla fine del 1500, pirati turchi e arabi erano soliti attaccare la costa puteolana (che si estendeva burocraticamente fino alla zona di Cuma), cosa che portò il reame spagnolo a imbastire una flotta a difesa della città. Al borgo di Pozzuoli venne quindi riconosciuta un'importanza strategica, non solo in ambito commerciale, ma anche militare, in quanto borgo posto al confine con la capitale del Regno e quindi buon avamposto difensivo: questo si tradusse anche nella costruzione di una cinta bastionata attorno all'abitato. Durante il vicereame spagnolo, grazie all'operato del vescovo e governatore della città Martino de Léon y Cardenas, riprese a funzionare anche il porto cittadino, sia come porto civile che come porto militare per la marina spagnola.

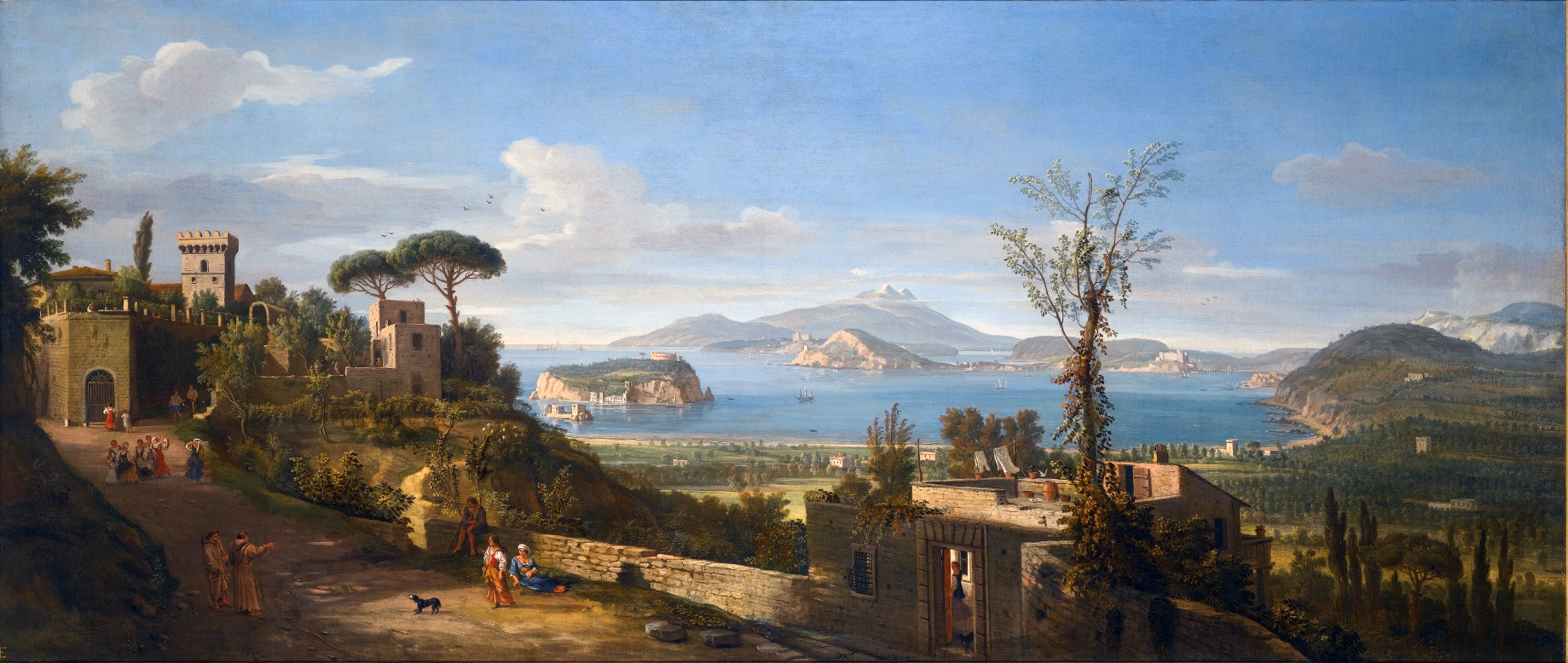
Caspar van Wittel, Vista della Baia di Pozzuoli, vicino a Napoli, presa da est, guardando verso il porto di Baia, con le isole di Nisida, Procida e Ischia (ca. 1700)

Nel 1647, quando vi fu la rivolta di Masaniello, la città di Pozzuoli rimase fedele alla corona, e difese perfino il Vescovo e la Curia locale dalle incursioni dei rivoluzionari.

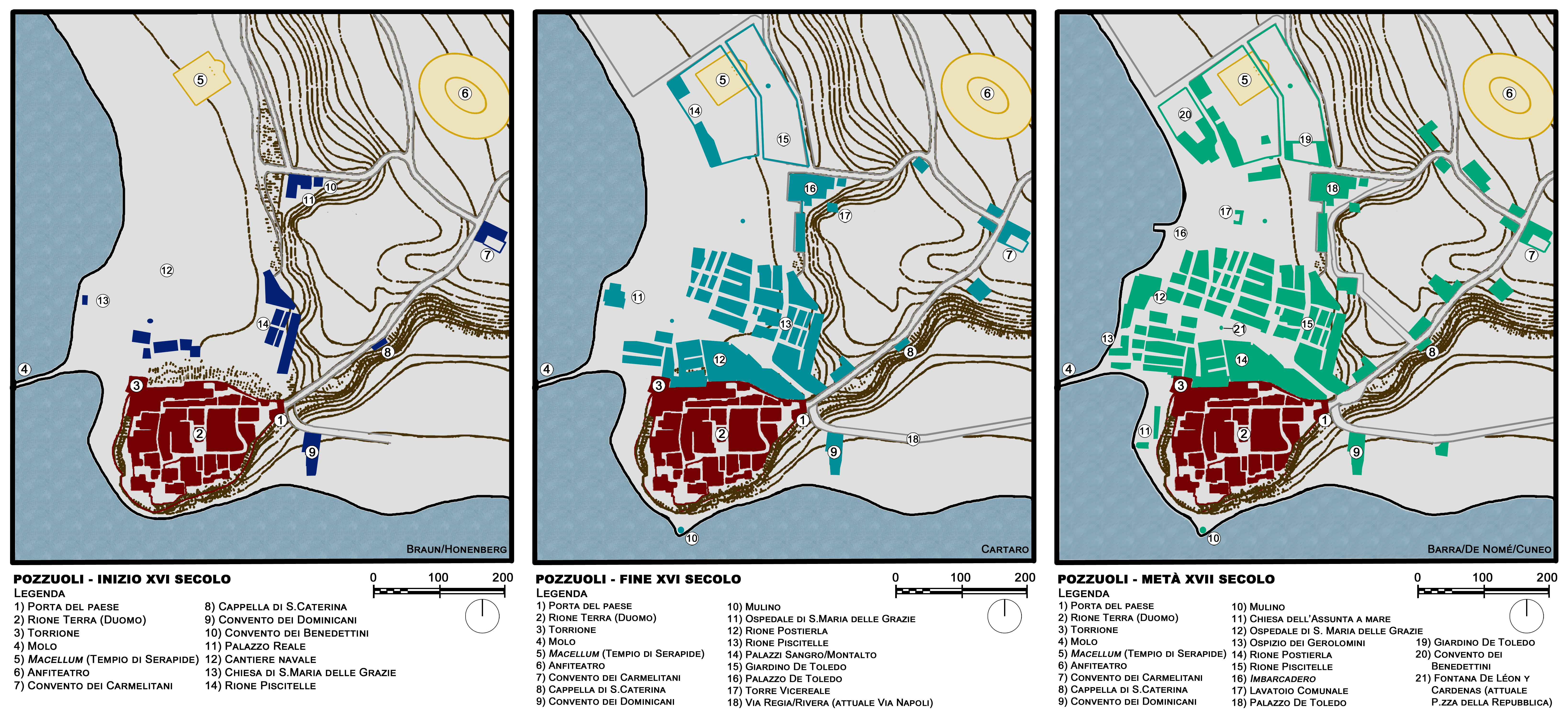
Evoluzione della città tra il XVI e il XVII secolo.

Nel 1667 si registrò un tentativo di rilancio del termalismo puteolano: il viceré don Pedro Antonio d’Aragona affidò a una commissione di medici, guidata da Sebastiano Bartoli, l’incarico di ritrovare le antiche sorgenti termali da Coroglio a Miseno. Lungo le pendici meridionali del Monte Nuovo furono portate alla luce diverse sorgenti termali (attribuite senza riscontro topografico ai complessi termali di Tripergole), che però non furono utilizzate.
Tra il XVII e il XVIII secolo, la città continuò a espandersi in zona orientale: nel 1676 fu edificato il convento dei frati Cappuccini (che fu abbandonato a causa del bradisismo nell'Ottocento e nel Novecento fu costruito al suo posto un ristorante, ancora oggi noto nonostante fu demolito nel 1972, Vincenzo 'a mare), che assieme al già esistente insediamento dei frati Gerolomini ha dato nome alle frazioni che attualmente si trovano sul lungomare orientale di Pozzuoli. Durante il regno di Carlo III, la ripresa e la riscoperta dell'epoca classica e dei suoi resti rese Pozzuoli famosa: proprio il re, incuriosito dai resti del Macellum, li fece scavare e vi fece allestire un lapidario, il primo dell'area flegrea. Pozzuoli divenne quindi una delle mete del cosiddetto Grand Tour, cioè dell'itinerario che attirava turisti e studiosi da tutta Europa alla scoperta dei resti archeologici.

### Età contemporanea

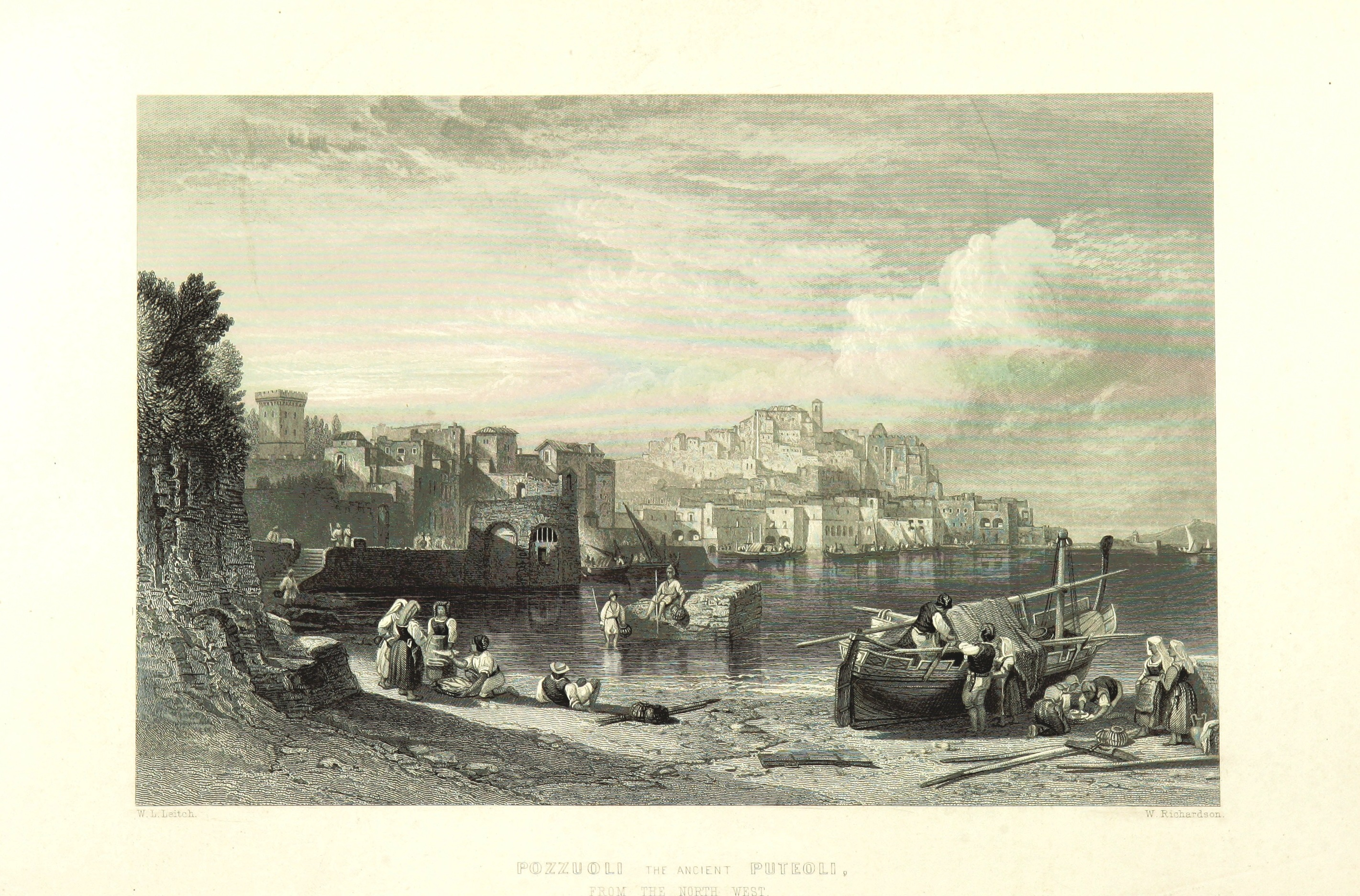
Pozzuoli in una pubblicazione del 1864.

Nel XIX secolo, con l'avvento dell'Unità d'Italia, il porto di Pozzuoli perse la sua importanza militare, in seguito alla perdita di Napoli dello status di capitale. In questo periodo, però, Pozzuoli si afferma come centro industriale: nel 1886 aprono gli stabilimenti Armstrong, che divenne con la Prima Guerra Mondiale industria di punta di tutta la Nazione e quindi attività economica importantissima per Pozzuoli, grazie alla sua produzione siderurgica che contribuì all'economia della città fino agli anni 2000, passando di mano e cambiando produzione più di una volta. Nel 1955 aprì poi anche la fabbrica della Olivetti.

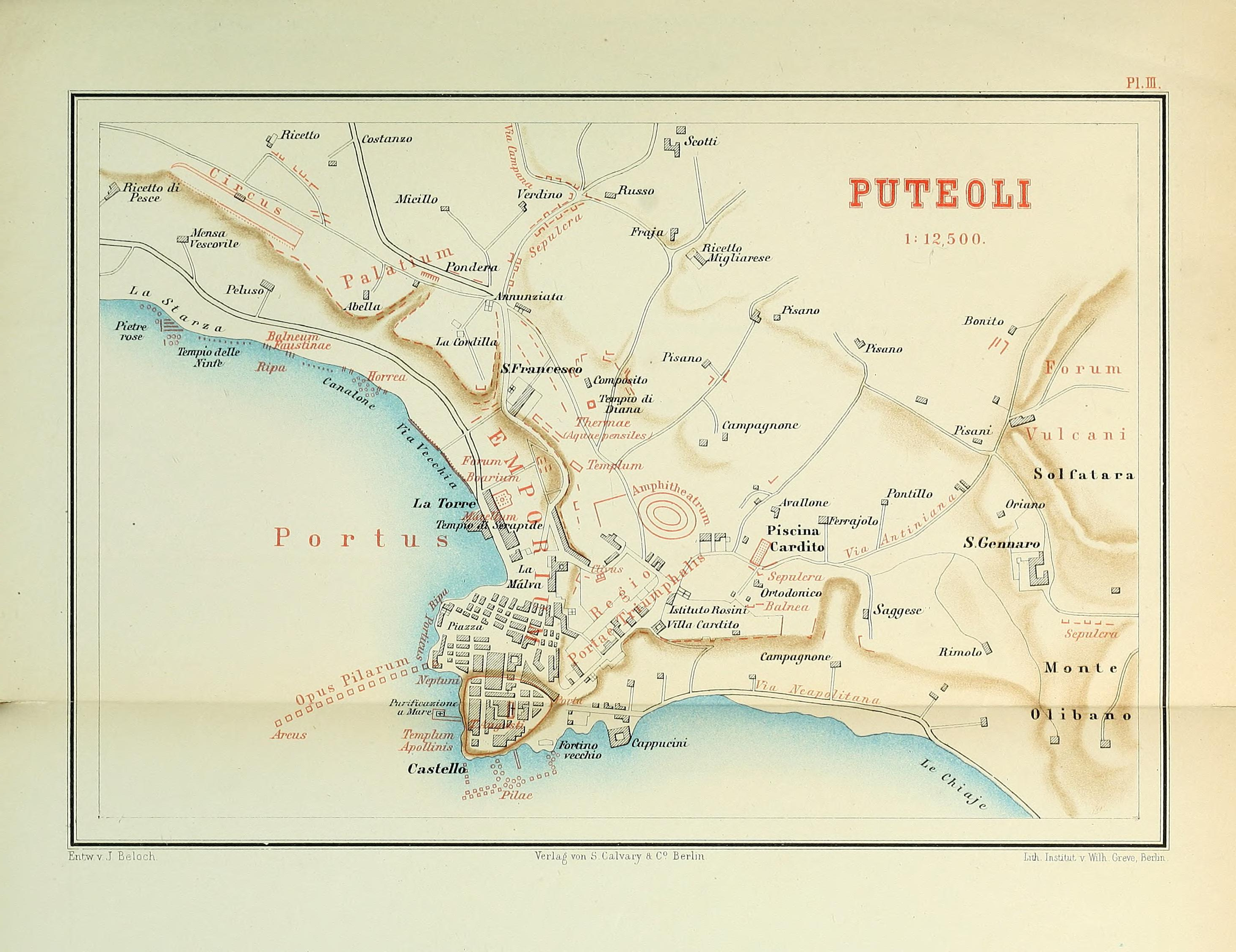
Mappa di Pozzuoli nel 1890.

Nel 1889 fu costruita la ferrovia Cumana, che collega Napoli con la zona occidentale (Fuorigrotta, Agnano), Pozzuoli e anche il suo borgo periferico di Bacoli (ancora facente parte del Comune). La ferrovia permise un'ulteriore espansione della città, verso la zona occidentale questa volta: nel Novecento, nell'insenatura definita tra Punta Epitaffio e Punta Bambinella, nacque l'insediamento di Arco Felice, che prendeva il nome dall'omonima stazione chiamata così solo perché geograficamente più vicina all'Arco Felice vecchio, di origine romana, nell'entroterra tra Lucrino e Cuma. Questo insediamento, grazie anche alla nascita di cantieri navali (come quello di Baia), si sviluppò come zona turistica, con una battuta d'arresto durante la Seconda Guerra Mondiale e avendo il periodo di sua massima espansione tra gli anni '50 e gli anni '60. Nel 1919, il borgo di Bacoli ottenne la separazione da Pozzuoli, divenendo così comune autonomo.
La crisi bradisismica del 1970 fu un evento traumatico per la città: preoccupati per l'eruzione imminente della Solfatara, le autorità nazionali fecero sgomberare frettolosamente il Rione Terra, evacuando in questo modo la città (era ancora il centro popolare e popoloso del paese) e causando un primo trauma al tessuto sociale della città. Il rione rimase abbandonato a lungo a sé, dichiarato pericolante e insalubre per le condizioni preesistenti aggravate dal fenomeno bradisismico, e scongiurato il pericolo dai geologi si decise di costruire una nuova parte di città per gli sfollati, questa volta però a nord, nelle zone agricole al confine con Quarto: nacque così il Rione Toiano, un rione prettamente residenziale.
La fragilità della città si rese di nuovo evidente prima con il Terremoto dell'Irpinia del 1980, che lesionò ulteriormente edifici storici, e soprattutto con la crisi bradisismica del 1983-85, che fece innescare di nuovo il meccanismo d'emergenza dell'evacuazione. Mentre la città storica fu spopolata nuovamente, mettendo di nuovo in crisi il tessuto sociale cittadino, la popolazione in pericolo venne prima spostata nella zona domitia, tra Cellole e Licola, requisendo le cittadelle turistiche e le abitazioni vacanziere, poi si decise di costruire una nuova città per gli sfollati, ancora più a nord del Rione Toiano: nel 1986, venne quindi inaugurato al confine con il comune di Quarto il popoloso quartiere di Monterusciello, dal nome del colle omonimo sotto il quale è stato costruito. Ancora oggi, Monterusciello è uno dei quartieri più popolosi della città. Per agevolare il collegamento con le zone costruite, si aprì una stazione lungo il tracciato della ferrovia Circumflegrea (costruita negli anni 60' per raggiungere i quartieri di Pianura e Soccavo, il comune di Quarto e la zona marittima di Licola) a servizio del nuovo quartiere, la stazione di Grotta del Sole; e si prolungò la ferrovia congiungendola al capolinea della Cumana, Torregaveta.
Contestualmente alla costruzione di Monterusciello, si provvide alla ricostruzione e al risanamento degli edifici nella zona storica: è in questo periodo che parte anche la riqualificazione del Rione Terra, con l'obiettivo di renderlo un quartiere alberghiero, quindi a forte vocazione turistica. La subsidenza del bradisismo e la ricostruzione negli anni 90' ha dato nuova luce alla città, rendendola nuovamente un centro a forte vocazione turistica dopo i fasti degli anni 60'. A contribuire a questo rilancio, i collegamenti marittimi con le isole campane di Ischia e Capri, di cui Pozzuoli è da sempre il porto di partenza prioritario.

## Monumenti e luoghi d'interesse

### Architetture religiose

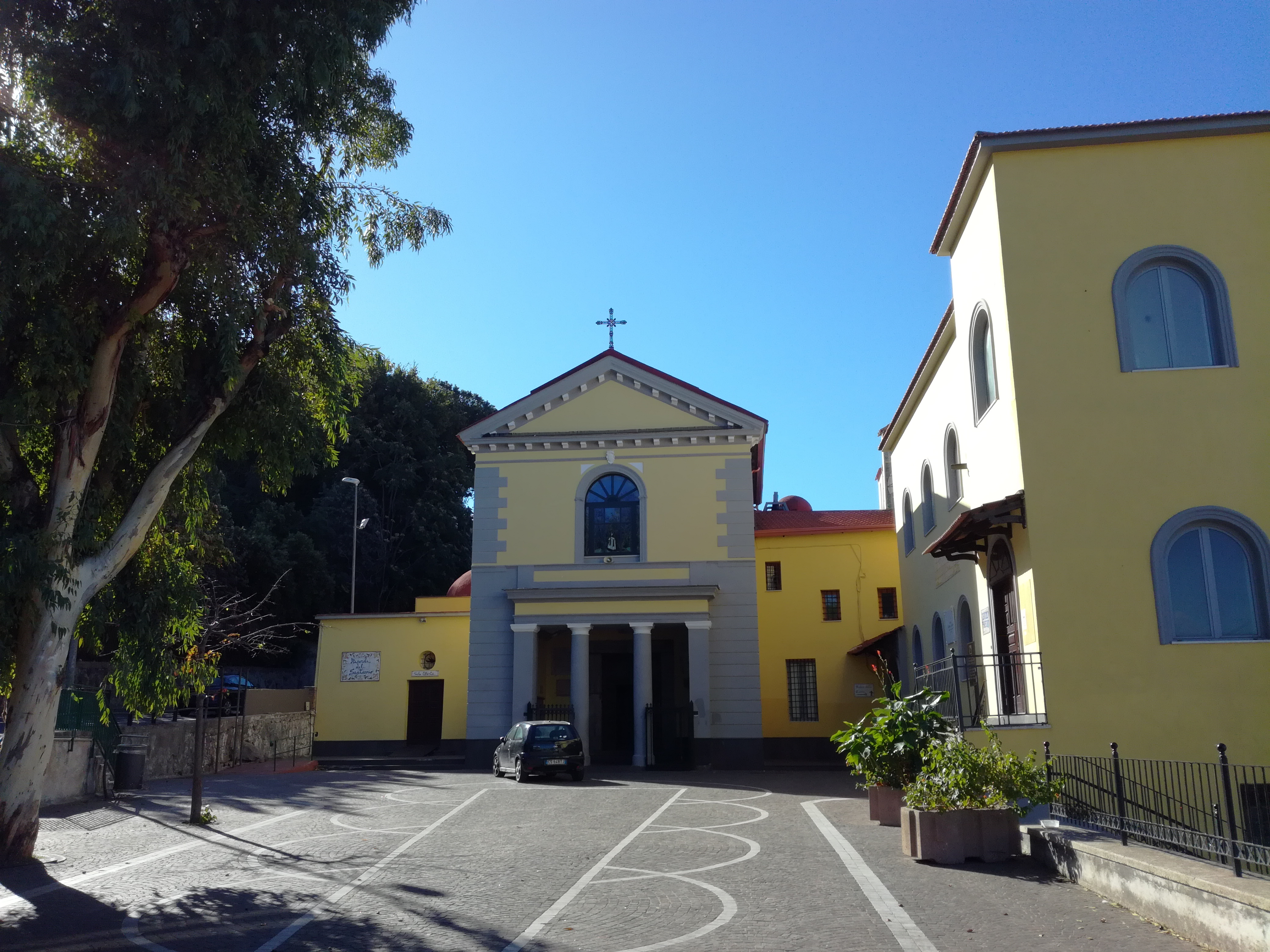
Santuario di San Gennaro alla Solfatara

Nella città ci sono diversi luoghi di culto di grande interesse artistico - religioso. Tra questi vanno menzionati: la cattedrale di San Procolo, il santuario di San Gennaro, la Chiesa di Santa Maria delle Grazie, la Chiesa dei Santi Francesco e Antonio, la Chiesa di San Marco, la Chiesa di San Giuseppe e la Chiesa di Santa Maria della Consolazione.

#### Cattedrale di Pozzuoli
La basilica di san Procolo martire è il principale luogo di culto cattolico di Pozzuoli, sede vescovile dell'omonima diocesi. Situato sulla sommità del Rione Terra, è un complesso di epoca molto antica e sorse probabilmente in epoca greca o sannitica come Capitolium della città.

#### Santuario di San Gennaro alla Solfatara
Il santuario di San Gennaro è situato nei pressi del luogo dove il martire fu decapitato. Qui, come al duomo di Napoli, si liquefà, secondo la tradizione locale, il sangue che ancora è visibile sulla pietra del supplizio.
Una prima basilica sorse nei pressi della Solfatara tra i secoli VI e VII, poi le eruzioni della Solfatara del 1198 e quella di Montenuovo del 1538 e i successivi terremoti cancellarono quasi completamente quella primitiva basilica, di cui rimane solo l'altare.
il tempio fu ricostruito nel 1584 e ristrutturato su progetto del Sanfelice agli inizi del Settecento.

#### Chiesa di Santa Maria delle Grazie

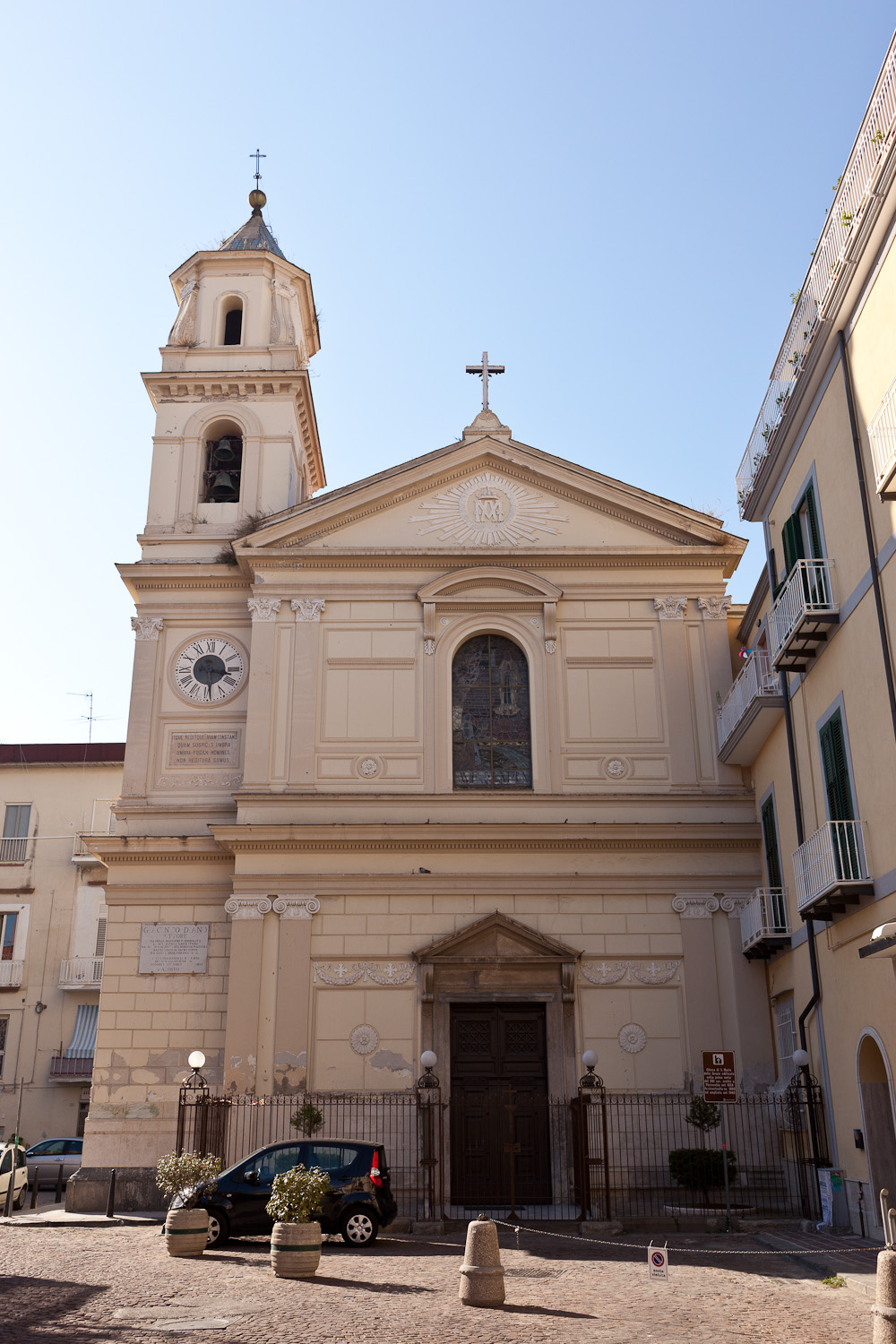
Chiesa di Santa Maria delle Grazie

La Chiesa di Santa Maria delle Grazie è la più antica parrocchia della diocesi di Pozzuoli edificata nel 1624. Anticamente aveva competenza su un vastissimo territorio, che comprendeva: Pozzuoli, Agnano, Bacoli, Bagnoli, Licola, Miseno e Monte di Procida. A seguito della creazione di altre parrocchie in queste zone, l'area di competenza di Santa Maria delle Grazie oggi si è ridotta solo a una parte del centro della città.

### Architetture civili

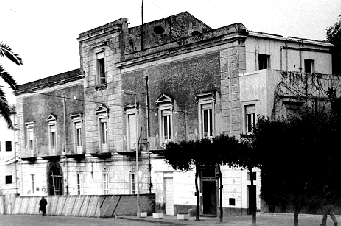
Villa Avellino de Gemmis di Castel Foce

#### Centro storico
Il Rione Terra è un agglomerato urbano, situato su un promontorio, che costituisce il primo nucleo abitativo di Pozzuoli, abitato fin dal II secolo a.C..

#### Villa Avellino - de Gemmis
La sontuosa Villa Avellino - de Gemmis fu edificata nel 1540 da Marcantonio Colonna Principe di Stigliano e Viceré di Sicilia. Passò poi in proprietà all'archeologo Francesco Maria Avellino e in seguito al Barone de Gemmis di Terlizzi. La villa contiene marmi antichi e diverse piscine ed è oggi una struttura ricettiva. I giardini attigui alla villa formano un ampio parco pubblico comunale.

### Architetture militari

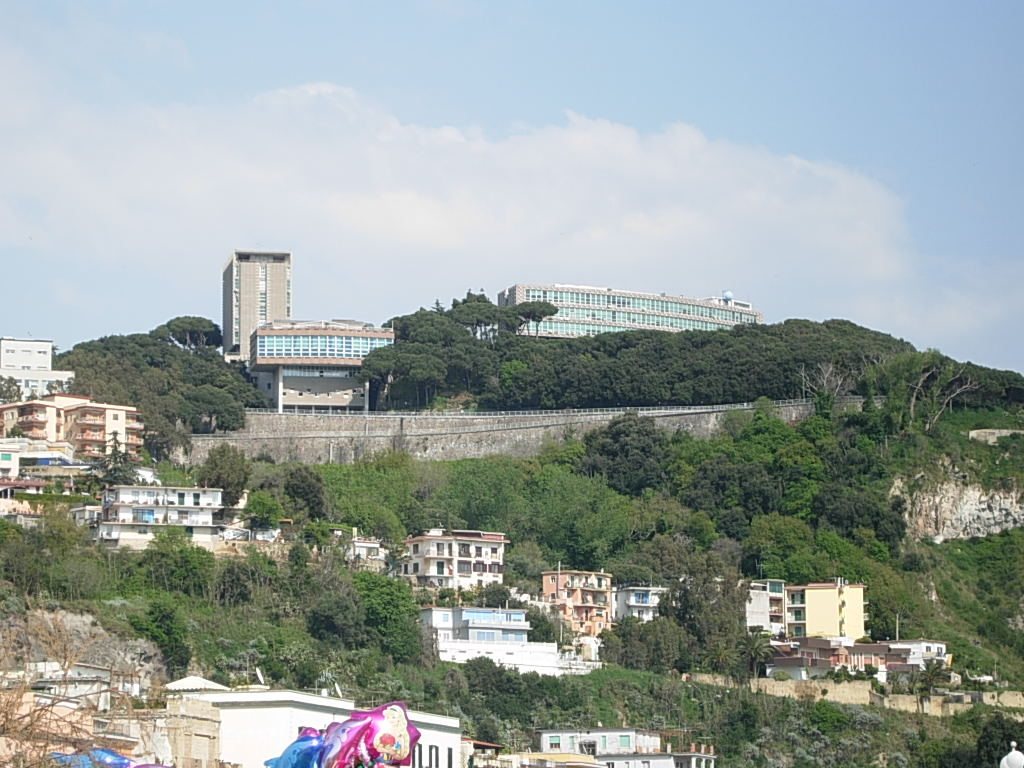
L'Accademia Aeronautica

Sulla cima del Monte Olibano nel 1961 fu costruita la nuova sede dell'Accademia Aeronautica, istituto militare per la formazione degli ufficiali dell'Aeronautica Militare.

### Siti archeologici

#### Tempio di Augusto
Eretto da Lucio Calpurnio negli anni dal 27 a.C. al 14 d.C. sui resti di un podio di un tempio sannitico risalente al secolo V a.C. Lucio Cocceio Aucto ne fu l'architetto.
Il tempio fu tramutato in chiesa cristiana e dedicato al martire puteolano San Procolo, probabilmente alla fine del V o agli inizi del VI secolo.
Le strutture romane dell'edificio, nascoste dal rifacimento barocco (1632-1647) semidemolito da un incendio nella notte tra il 16 e 17 maggio del 1964, sono state portate alla luce.

#### Anfiteatro Flavio

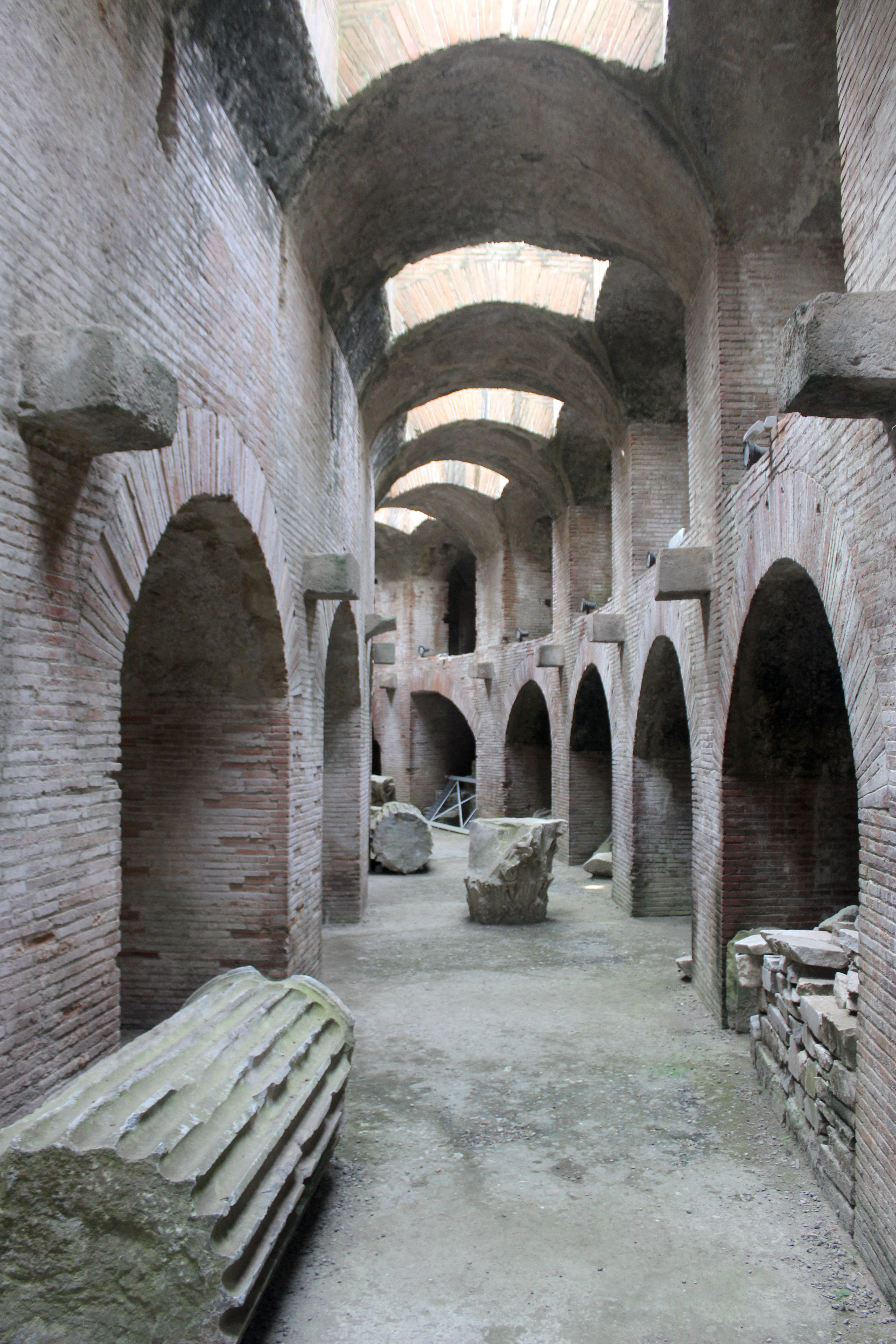
I sotterranei dell'anfiteatro Flavio

L'Anfiteatro Flavio, che si innalza a pochi passi dalla fermata della Linea 2 della metropolitana di Napoli, è uno dei maggiori anfiteatri in Italia. Secondo alcuni, fu edificato sotto Nerone (dato a sapere perché l'opera era in opus reticulatum, anche se la tecnica muraria comprende anche i laterizi); poteva contenere fino a 40 000 spettatori. Nei sotterranei sono tuttora visibili parti del sistema per sollevare le gabbie che portavano nell'arena le belve feroci.
Nel perimetro dell'arena si aprivano botole, anche lungo la "fossa scenica", da dove le belve (tigri, leoni e giraffe) facevano la loro entrata.
Durante lo spettacolo le botole e la media via venivano chiuse con tavole di legno.
Nel 305 d.C. i martiri: Gennaro, Festo, Desiderio e Sossio vennero condannati a essere sbranati nell'Anfiteatro, ma, per miracolo, le belve non li sbranarono. In seguito furono decapitati nei pressi della Solfatara insieme ai santi Procolo, Eutiche e Acuzio.

#### Anfiteatro minore
Prima della costruzione del grande anfiteatro di età flavia, Pozzuoli possedeva un Anfiteatro, di proporzioni minori, già vecchio e non più rispondente al maggiore sviluppo che avevano assunto i ludi gladiatori verso la metà del I secolo dell'Impero. Ne è testimonianza il vaso di 
vetro di Odemira, in cui, insieme con altri edifici puteolani, sono raffigurati due anfiteatri: l'uno inferiore contrassegnato dall'emblema del flagello, come se fosse destinato alle venationes; l'altro superiore contrassegnato da una palma, come se fosse più propriamente adatto a combattimenti fra gladiatori. Le rovine del minore e più antico anfiteatro puteolano, sono state identificate in seguito ai lavori dell'apertura del tronco della direttissima Roma - Napoli, che lo ha deteriorato, attraversandolo centralmente. A tutt'oggi si intravedono ancora dalla strada (ad altezza del cavalcavia della metropolitana) una decina di arcate in opera incerta che sostenevano la curva della cavea. Gli assi dell'ellisse misurerebbero rispettivamente 130 e 95 metri.

#### Lo stadio di Antonino Pio
Nell'ottobre 2008 è stato aperto al pubblico lo Stadio di Antonino Pio, il sito dove sono stati riportati alla luce i resti dello stadio realizzato sotto Antonino Pio, in onore di suo padre adottivo Adriano, edificandolo nel luogo ove ebbe la sua prima sepoltura.
Era una costruzione di forma ellittica, che fu demolita in parte dalla costruzione della nuova Via Domiziana.
Antonino Pio, inoltre, istituì gare ginniche quinquennali, cui gli atleti accedevano con un trionfo prima di iniziare a esibirsi.
La cavea era divisa in: Ima, quella d'onore, Media, quella non molto importante, e Summa, di poco conto.

#### Necropoli romana
Pozzuoli custodisce un rimarchevole insieme di mausolei, colombari e ipogei di epoca romana.
La necropoli, in particolare, inizia dall'odierna via Celle e prosegue quasi fino a Quarto ai lati della via consolare Campana che da Puteoli conduceva a Capua.

#### Macellum di Pozzuoli

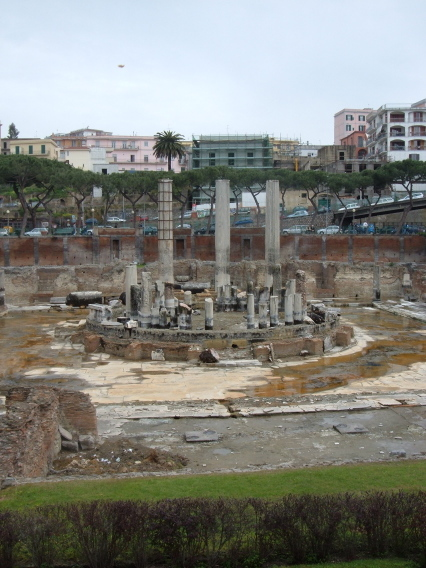
Il Tempio di Serapide visto dal suo ingresso originario

Il Macellum di Pozzuoli, per il doppio interesse scientifico e archeologico, è il monumento più caratteristico di tutta la regione flegrea, e uno dei più conosciuti di tutto il mondo antico. Esso ha simboleggiato per alcuni secoli l'indice metrico più pregiato e preciso che si aveva a disposizione per misurare il fenomeno del bradisismo. Risalente all'epoca romana (I - II secolo d.C.), l'edificio è stato denominato impropriamente "Tempio di Serapide" per il rinvenimento di una statua del dio egizio all'epoca dei primi scavi. Invece altro non è che il Macellum, cioè il mercato pubblico della città romana. Tutto l'edificio ricorda nella pianta altri mercati di città antiche, come quelli di Roma, Timgad, Djémila, Perge e Cremna. Tra questi il Macellum di Pozzuoli resta uno dei meglio conservati, grazie anche alla sommersione bradisismica che nei secoli passati lo ha protetto da una più grande spoliazione dei suoi elementi architettonici. La sua ubicazione presso il mare è pienamente giustificata dal carattere commerciale e marittimo della città. Inoltre, la presenza di una statua di Serapide al suo interno fa ipotizzare che il Macellum di Pozzuoli potrebbe essere stato dedicato a divinità egizie.

#### Scavi archeologici di Cuma

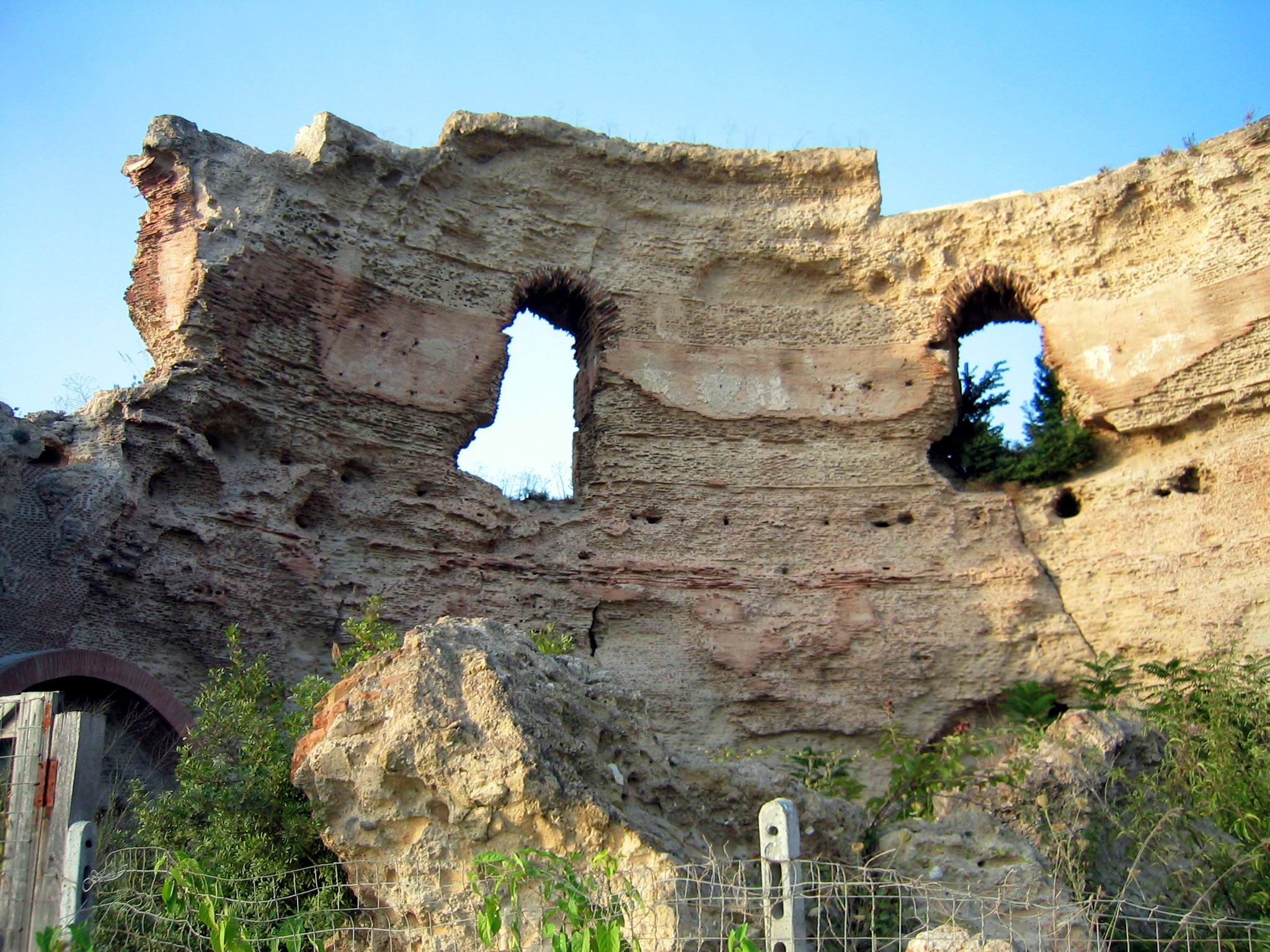
Tempio di Apollo

Nella parte settentrionale del territorio comunale sono situati i resti dell'antica città di Cuma, una delle prime colonie greche in Italia.

#### Percorso archeologico Rione Terra
Scavato nella roccia tufacea del Rione Terra si trova un intero percorso archeologico perfettamente conservato dell'antica città romana di Puteoli

#### Altri resti romani
Numerosissimi sono i resti del periodo romano, spesso situati all'interno delle aree abitate della città. È da notare, in particolare, il cosiddetto tempio di Apollo sul lago d'Averno e una cisterna situata in via Vecchia San Gennaro, proprietà Luigi Sardo, nota come Piscina di Cardito. Doveva essere utile, con molta probabilità, per l'approvvigionamento idrico delle ville confinanti.

### Altri Monumenti

#### Il monumento ai caduti di Pozzuoli
Il monumento si trova a largo Giacomo Matteotti, nei pressi di porta Napoli, punto in cui venendo dal lungomare si entra nel centro cittadino. Fu realizzato su progetto dello scultore Enzo Pulchetti per commemorare i 202 soldati puteolani morti durante la Grande Guerra. Venne inaugurato il 28 giugno 1931.

#### Il monumento anarchico

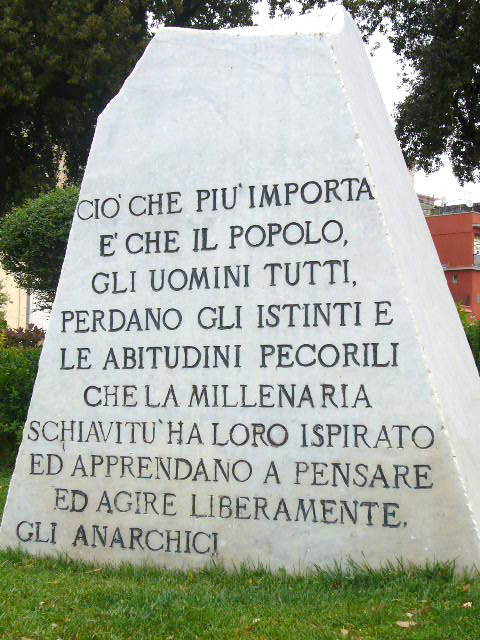
Monumento anarchico

Vicino al Macellum, nei giardinetti prospicienti via Roma, si trova un singolare monumento anarchico. Si tratta di un blocco di marmo con incise le seguenti parole di Errico Malatesta:
L'opera, realizzata in marmo di Carrara, ricorda l'anarchico puteolano Emanuele Visone (Pozzuoli, 17-07-1897, 31-07-1986), ed è stata eretta l'anno successivo alla sua morte nel luogo che era sede di incontri di gruppi anarchici.

#### Il Monumento ai caduti sul lavoro
Il Monumento ai caduti sul lavoro si trova all'incrocio tra via Carlo Maria Rosini e le rampe Cappuccini, su una piccola terrazza che si affaccia sul golfo di Pozzuoli. Si tratta di una scultura alta 3,80 metri, composta da una base in pietra su cui si trovano una colonna in marmo, sulla cui parte centrale è affissa una targa marmorea che riporta la dedica “AI CADUTI SUL LAVORO”, affiancata dalla sagoma di un Cristo lavoratore realizzato in lamiera di ferro dello spessore di 2 cm e, alla base della colonna, da sei spighe di grano (ricordare i caduti nel settore primario), una ruota dentata (per ricordare chi ha perso la vita nel secondario) e un'àncora (per ricordare le vittime del terziario), realizzati in metallo. Realizzato con il supporto del “Gruppo Amicizia Vincenziana” della Casa Pio XII, fu voluto dal presidente dell'associazione, Salvatore Bruno.
Disegnata dal professore Raffaele Giamminelli, la scultura fu materialmente realizzata da Luigi Di Fraia e Gennaro Del Giudice, supportati dall'ingegnere Giovanni Grillo. Sulla destra del monumento è affissa una targa che ricorda Salvatore Bruno, nella parte posteriore è riportato il nome dell'associazione e sulla sinistra è ricordato il progettista.
Fu inaugurata il 1º maggio 1980, e da allora, il 1º maggio di ogni anno, in occasione della Festa dei Lavoratori, dalla sede del gruppo “Amicizia Vincenziana” un corteo guidato dai rappresentanti dell'amministrazione comunale raggiunge il monumento, dove si deposita una corona di fiori.

### Aree naturali

#### Solfatara

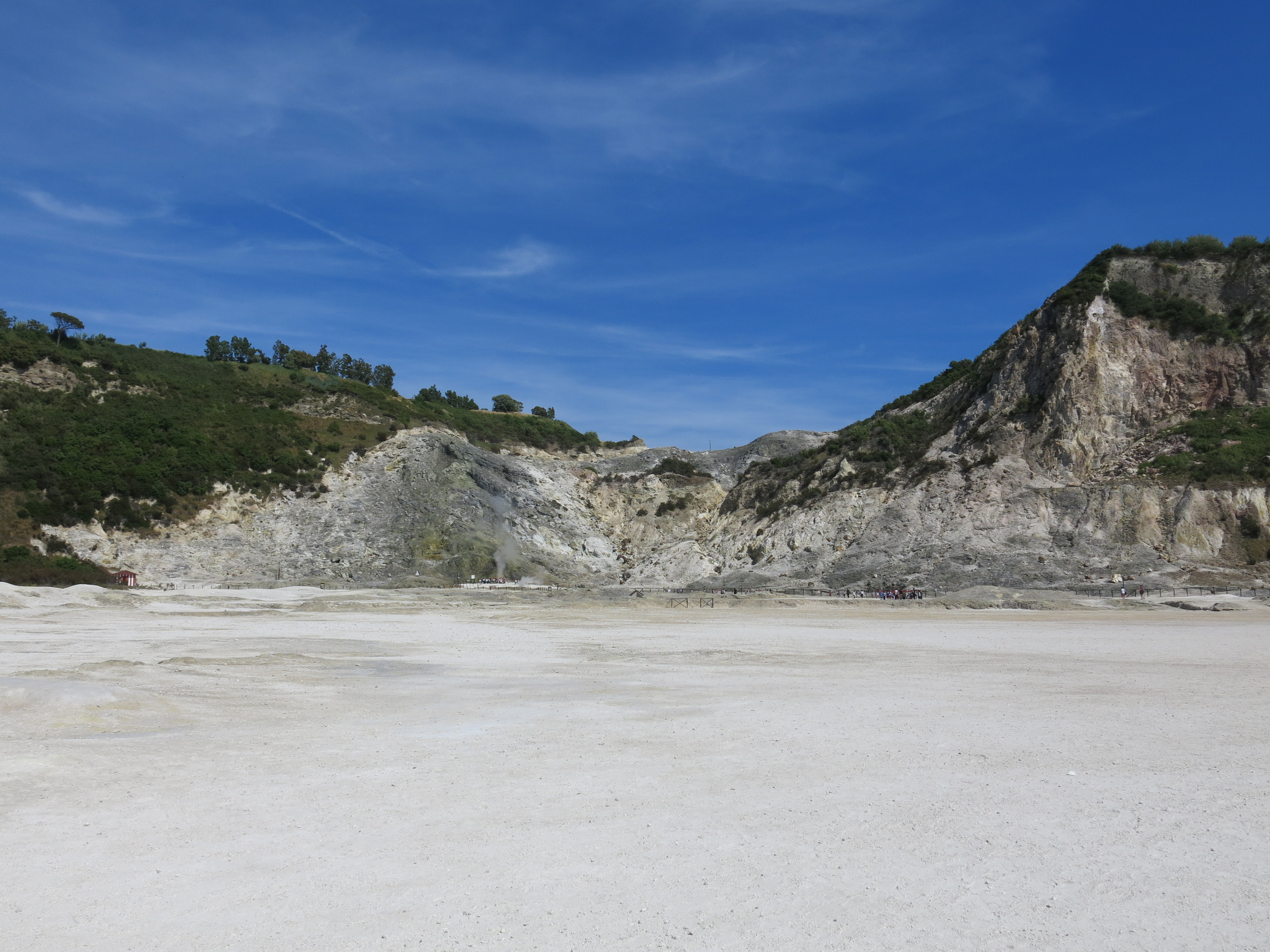
La Solfatara

La Solfatara è un vulcano attivo ma quiescente da circa 2000 anni, caratterizzato da elevata temperatura del fondo del cratere, in cui si registrano attività di fumarole di anidride solforosa e getti di fango bollente. Dista dal centro cittadino circa 3 km. L'attività del vulcano si manifesta con il bradisismo.

#### Lago d'Averno

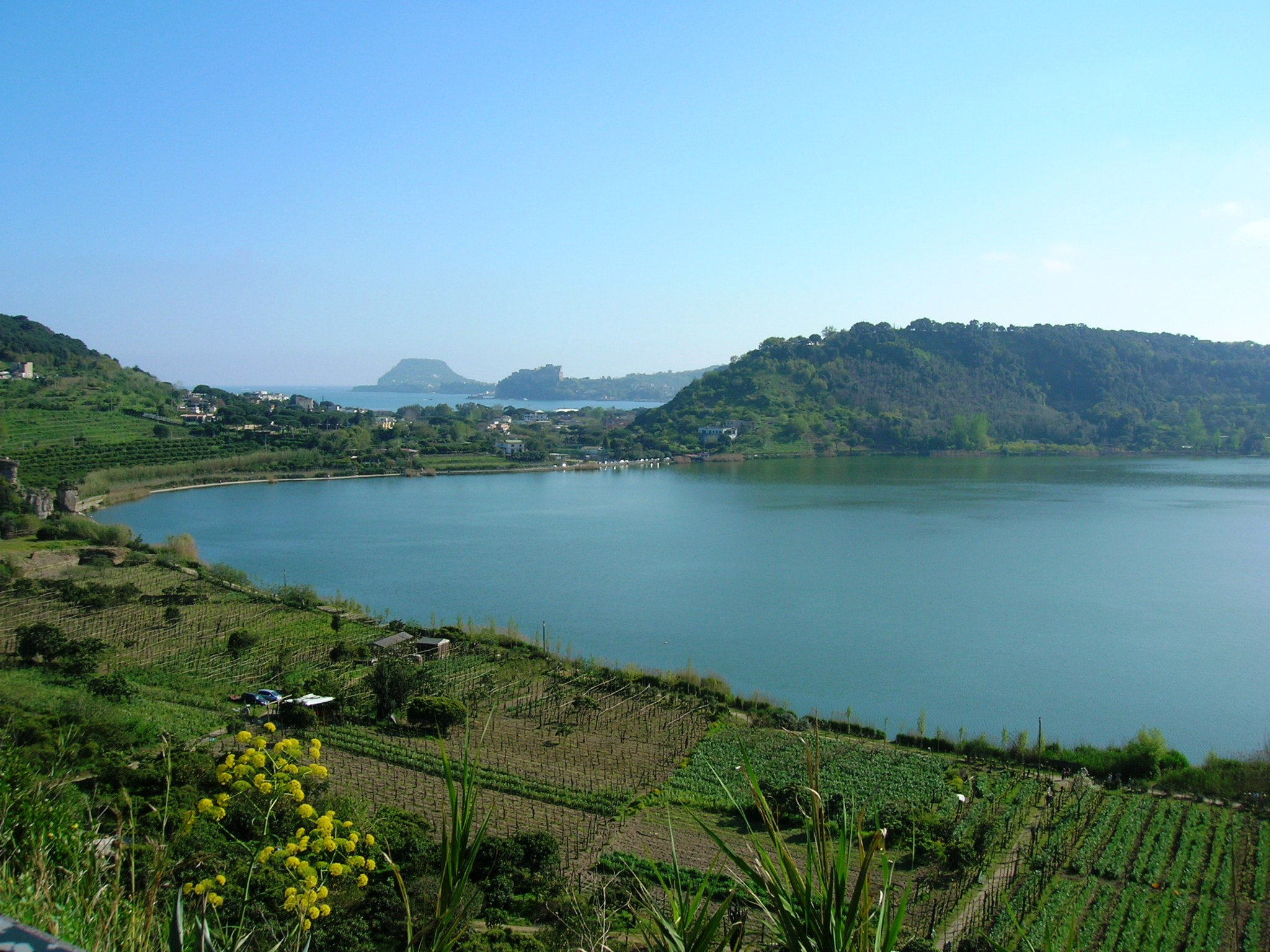
Il lago d'Averno

Il lago d'Averno (dal greco "senza uccelli" perché il gas sulfureo che emanava uccideva gli uccelli che lo sorvolavano), di origine vulcanica, era molto famoso nell'antichità perché lo si credeva la porta degl'inferi (Ade). Lo specchio d'acqua colpisce per la plumbea, immota pesantezza delle sue acque, negre come acque infernali. Il carattere austero e solenne, quasi tenebroso del luogo, il colore delle acque scaturite dal fondo di un vecchio cratere, dense e limacciose, la presenza di una fonte termale lungo la riva del lago, considerata come acqua della Stige, e il ricordo di antiche esalazioni irrespirabili che ammorbavano l'aria e rendevano impossibile il volo degli uccelli, avevano circondato questo luogo di misteriose e paurose leggende e fatto sorgere sulle sue rive la religione dell'oracolo. Gli antichi favoleggiavano che nel lago vivesse il popolo dei Cimmeri, condannati a vivere all'interno di grotte e cavità sotterranee, gli stessi Cimmeri, presso i quali Omero fa giungere Ulisse per interrogare Tiresia, l'oracolo dei morti, prima del suo ingresso nell'Ade. Durante la lotta ingaggiata da Ottaviano per la conquista dell'Impero, il Lago d'Averno, sacro alla religione dell'oracolo e della morte, venne sconvolto dal tumulto bellico. La flotta di Sesto Pompeo, minacciava il litorale e i ricchi porti della Campania; Agrippa, geniale stratega di Ottaviano, non esitò dinanzi a culti e superstizioni popolari. Vide nel Lago d'Averno un eccellente porto e un sicuro e comodo cantiere di costruzione, e non esitò a fare quant'era necessario per trasformare il lago in un porto militare, il Portus Iulius (37 a.C.)

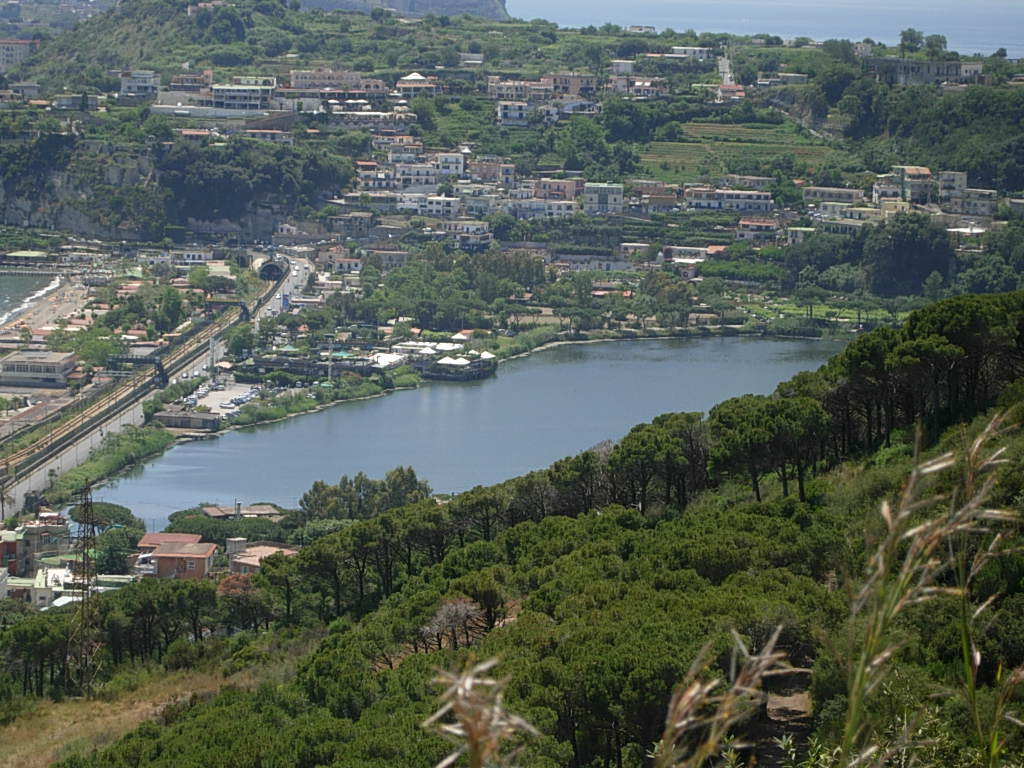
Veduta del Lago Lucrino

Il lago pur essendo pregno di storia e di reperti archeologici di notevole interesse, è stato di proprietà di una società legata al clan dei casalesi. Il 10 giugno 2009 nell'ambito di un'operazione antimafia è stato posto sotto sequestro da parte della DIA.

#### Lago Lucrino
Il lago di Lucrino deve il nome al termine Lucrum e cioè lucrare: infatti il senatore Sergio Orata nella Roma antica lo aveva trasformato in un allevamento ittico, essendo lo stesso lago in comunicazione tramite un canale con il mare.
Nel 37 a.C., per opera di Marco Vipsanio Agrippa, il lago d'Averno e il lago Lucrino furono collegati al mare attraverso un canale artificiale per la realizzazione di un colossale porto militare (Portus Iulius).
Nei pressi del lago Lucrino si trovano i resti delle terme Stufe di Nerone.

#### Altre aree naturali
- Sul cono del vulcano Montenuovo si trova l'Oasi naturalistica di Monte Nuovo.
- Riserva naturale Cratere degli Astroni
- Parco regionale dei Campi Flegrei

## Società

### Evoluzione demografica
Abitanti censiti

### Etnie e minoranze straniere
Al 31 dicembre 2023 la popolazione straniera era di 2 224 persone, pari al 2,86% della popolazione.

### Lingue e dialetti
La parlata locale di Pozzuoli, che si affianca alla lingua italiana, è un dialetto simile al dialetto napoletano con delle connotazioni proprie riguardanti la fonetica, che ha molte analogie con la parlata torrese.
Raimondo Annecchino riportava, a proposito del puteolano.
La parlata puteolana, comunque, nei modi riportati dall'Annecchino, è ormai raramente riscontrabile nel territorio, ed è fondamentalmente limitata al centro storico. Questo anche a seguito del trasferimento di molte famiglie dal Rione Terra ad altre località, principalmente Toiano e Monterusciello.
Il puteolano è stato utilizzato dagli artisti della Nuova Compagnia di Canto Popolare nella loro interpretazione della canzone popolare Cicerenella in un loro LP del 1972. Le inflessioni puteolane sono talvolta anche utilizzate con connotazione comica da artisti napoletani, similmente alle inflessioni pugliesi di Lino Banfi. Tra le interpretazioni più note ed esilaranti, vi sono quella del personaggio di "Ciairo" Boccia, impersonato da Francesco Paolantoni, e l'uso del puteolano da parte del cantante comico-trash Tony Tammaro in alcune delle sue canzoni, come «'O Trerrote» e «'Puzzulan Rap». Il puteolano è stato anche utilizzato da Alessandro Siani per realizzare una parodia di Jeeg robot d'acciaio, chiamata "Giggig" , oltre che da Vincenzo Salemme nella commedia Premiata pasticceria Bellavista con il personaggio di Romina, interpretato dall'attrice puteolana Cetty Sommella, che aveva già utilizzato il dialetto nel 1981 interpretando Maria nella commedia "I casi sono due" di A. Curcio nella compagnia di Carlo e Aldo Giuffrè e ancora in "Polveri condominiali" di Franco Autiero nel 1991. Lo stesso Salemme ha introdotto il personaggio del cameriere "indiano" (in realtà puteolano) che viene smascherato nel finale di "Una festa esagerata". Lo stesso personaggio è riproposto in "Napoletano? E famme 'na pizza" dello stesso autore.

### Tradizioni e folclore
Il Santo Patrono di Pozzuoli è San Procolo, martire che viene ricordato dalla Chiesa cattolica il 18 ottobre, mentre a Pozzuoli è ricordato il 16 novembre. I festeggiamenti in suo onore, però, si tengono la seconda domenica di maggio. Questo perché il corpo del santo fu recuperato e riportato in città il 13 maggio del 1781. In ricordo di questo avvenimento, dal 1845, come stabilito dal vescovo Raffaele Purpo, nella seconda domenica di maggio le reliquie e un busto argenteo del santo sono portate in processione solenne per le vie della città, insieme a un busto marmoreo di San Gennaro e a quello ligneo di San Celso. Procolo risulta essere uno dei nomi più diffusi in città e spesso viene usato come identificativo, soprattutto il diminutivo: Procolino. Alcuni casi emblematici sono il famoso dolce o la mascotte animata che il comune ha usato per la comunicazione alla cittadina del PUC.
Il 19 settembre viene festeggiato San Gennaro, mentre il 13 giugno dalla chiesa di Sant'Antonio parte una processione in onore del santo padovano, nata in ambito marinaro; il 15 agosto si tiene il Pennone a Mare, noto anche come "palo di sapone", festa popolare legata alla devozione dei pescatori puteolani per la Madonna Assunta, protettrice della gente di mare. Si tratta di una competizione che si svolge nell'area del porto cittadino, dove su un molo viene sistemato un palo in legno di 15 metri, cosparso di grasso animale, posto a 45° rispetto alla banchina e sospeso sul mare. Sul palo sono posizionate 3 bandierine, corrispondenti ad altrettanti gradini del podio, e vince chi, camminando sul palo reso scivoloso dal grasso, riesce a strappare una delle tre bandierine, prima di cadere in mare. La manifestazione, di cui si parla per la prima volta in un articolo datato 1886, da luglio 2020 è iscritta nell’Inventario IPIC degli Elementi Culturali Immateriali Campani, secondo regolamento UNESCO del 2003.
Oltre alle feste patronali, a Pozzuoli vivono anche dei credi folkloristici, come quello di San Mamozio, figura nata a seguito della scoperta della statua di Lolliano Mavorzio nel 1704 e che è stato, a seguito dello spostamento del monumento a Baia, identificato con la statua del vescovo Léon y Cardenas, a cui era stata storicamente posta vicino nella piazza centrale del paese.

## Cultura

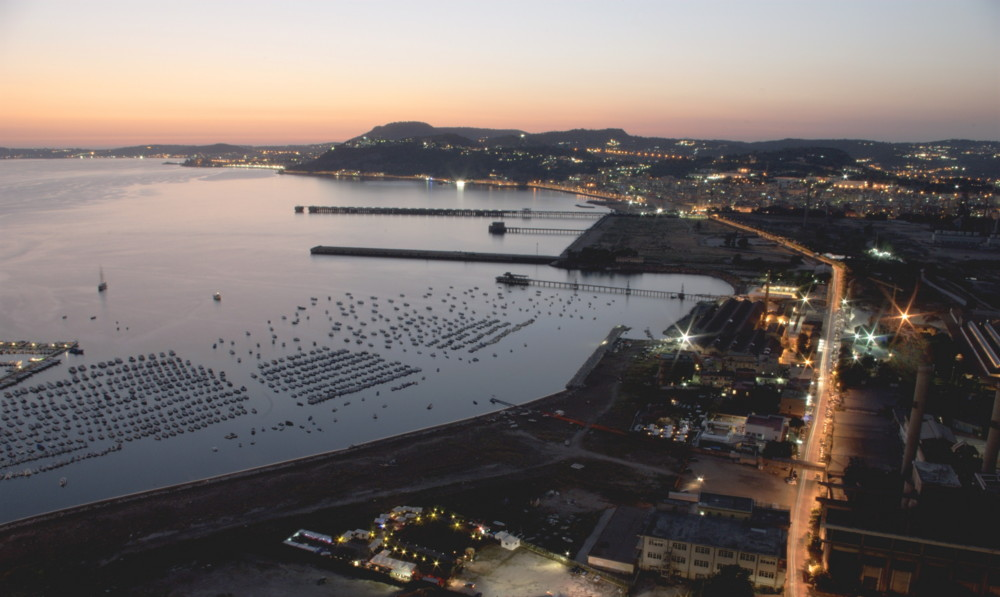
Il golfo di Pozzuoli dal Parco Virgiliano di Napoli. In primo piano via Coroglio e il quartiere di Bagnoli, inclusa l'area su cui un tempo sorgeva l'acciaieria Italsider

### Istruzione

#### Archivi storici
- Archivio storico diocesano "Angelo D'Ambrosio"

#### Biblioteche
- Polo culturale ''Palazzo Toledo''
- Biblioteca diocesana

#### Ricerca
L'Istituto Telethon di Genetica e Medicina, o TIGEM, è un ente di ricerca genetica sito a Pozzuoli, all'interno dell'ex Comprensorio Olivetti. Il TIGEM, diretto dal Professor Andrea Ballabio, è un istituto di ricerca impegnato nell'ambito delle malattie genetiche rare. È stato creato nel 1994 a Milano dalla Fondazione Telethon per volontà di Susanna Agnelli allo scopo di promuovere l'avanzamento della ricerca finalizzata alla diagnosi, prevenzione e cura delle malattie genetiche umane rare. Nel 2000 il TIGEM si è trasferito a Napoli in una palazzina dello storico CNR a Via Pietro Castellino, stabilendo diverse collaborazioni con i ricercatori del CNR e delle università locali. Da quel momento in poi il TIGEM ha avuto modo di allargare i propri ambiti di ricerca introducendo la terapia genica e la biologia dei sistemi. Nel 2008 in collaborazione con l'Università Federico II di Napoli viene realizzato il primo studio clinico sull'Amaurosi congenita di Leber. A luglio del 2014 il TIGEM si è trasferito nuovamente a Pozzuoli, all'interno dell'ex Comprensorio Adriano Olivetti.
Nello stesso comprensorio c'è anche l'Istituto di Chimica Biomolecolare del Consiglio Nazionale delle Ricerche.

#### Scuole
Nel comune di Pozzuoli si contano numerose scuole di vario ordine e grado, dall'asilo nido alle scuole secondarie, sia pubbliche che paritarie, sparse per tutto il territorio e in tutte le frazioni, per un totale di 115 istituti e complessi. In città ci sono licei classici, linguistici, scientifici, istituti tecnici, magistrali, alberghieri, turistici, agrari e di ragioneria. All'Accademia Aeronautica si svolgono anche corsi universitari, forniti in collaborazione con l'Università degli Studi di Napoli Federico II.

### Musei

#### Il museo diocesano
L'unico museo della città è stato ideato per salvaguardare la memoria dell'arte sacra diocesana che è stata in parte compromessa prima dall'incendio della cattedrale nel 1964 e poi dalle crisi bradisismiche.
La sede definitiva è stata inaugurata dal vescovo mons. Gennaro Pascarella il 20 maggio 2016 presso i locali del palazzo vescovile al Rione Terra un tempo a uso del seminario diocesano.

### Eventi
- A Corto di Donne: festival di cortometraggi che si tiene a Pozzuoli dal 2005. È organizzato dall'associazione culturale "Quicampiflegrei" e dal "Coordinamento Donne Area Flegrea". La rassegna è dedicata alle filmmaker donne e ai loro cortometraggi, a tema libero, divisi in 4 sezioni: animazione, documentari, fiction e videoarte.
- Pozzuoli Jazz Festival[48]: festival della musica jazz che si tiene annualmente a Pozzuoli dal 2010 organizzato dall'associazione culturale "Jazz and Conversation".
- Pozzuoli Folk Festival: nato nel 2015, dalla volontà delle associazioni "Noi Re(si)stiamo Qui - Pozzuoli", "DiversaMenteGiovani" e "GenerAzione Flegrea".
- Malazè: Manifestazione archeo-eno-gastronomica che si svolge a settembre, ideata dall'associazione "Campiflegrei a tavola", con eventi sul territorio che fondono insieme cultura, storia, gastronomia, enologia, natura e ambiente.
- Premio Dicearchia: organizzato il 31 maggio di ogni anno da "ACLI Dicearchia Pozzuoli", in memoria di Lia Di Francia. Il premio è un'opera di artisti puteolani (per due anni del Maestro Antonio Testa, gli ultimi due anni del Maestro Antonio Isabettini). Viene assegnato a una personalità impegnata nella tutela dell'ambiente e della salute. Nel 2014 il premio è stato consegnato a Padre Maurizio Patriciello; nel 2015 al comandante del Corpo Forestale dello Stato, Generale Sergio Costa; nel 2016 alla vedova del poliziotto Roberto Mancini che scoprì la cosiddetta "Terra dei fuochi"; nel 2017 al professor Antonio Giordano, direttore e fondatore dell'Istituto di ricerca per il cancro Sbarro a Filadelfia (Stati Uniti).
- Libro Fest della Kermesse Villaggio Letterario: evento annuale dedicato al libro con autori legati alla Campania e alla Sicilia, organizzato dalle associazioni "Lunaria Onlus A2" e "Villaggio Letterario". La V edizione è stata dedicata a Raimondo Bucher, scopritore dei resti archeologici sommersi di Baia.
- No Limits Wine e Diving: Vini estremi del Mondo e immersioni nel Portus Iulius di Pozzuoli. Evento annuale organizzato dalle associazioni "Lunaria Onlus A2" e "Villaggio Letterario".
- Pozzuoli S'Move Festival: Festival musicale che ospita ogni anno artisti e DJ di fama internazionale che si svolge alla darsena di Pozzuoli a cura dell'Associazione "Darsena".

## Geografia antropica

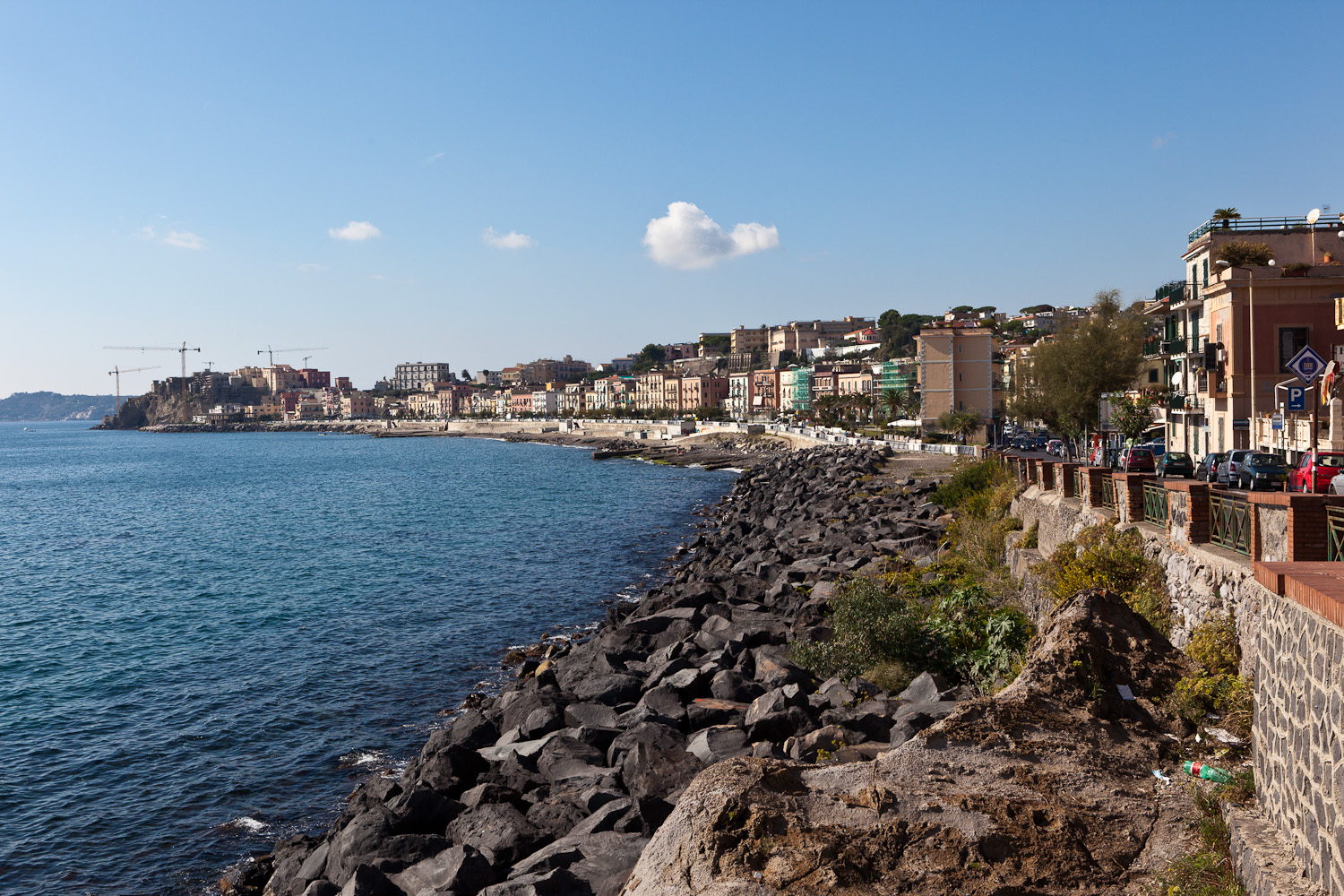
Lungomare

### Suddivisioni storiche
Pozzuoli è suddivisa in diverse frazioni e quartieri:
- Rione Terra è il quartiere storico del paese, ovvero il suo centro di origine greco-antica e su cui si è sviluppata anche la città medievale. Acropoli in epoca greca, in epoca romana fu il quartiere dei lupanari. Oggi, è prettamente disabitato, a seguito dello sgombero per il bradisismo del 1970, ma è stato completamente ristrutturato per diventare un'attrazione turistica e un quartiere alberghiero per la città, nonché un luogo di ritrovo culturale, data la presenza di tracce archeologiche di grande importanza nei vecchi edifici storici.
- Borgo delle Piscinelle è il quartiere attiguo al Rione Terra, facente parte oggi del centro storico e corrispondente agli insediamenti sorti nel XVI secolo di fianco alla Porta Napoli, cioè la porta d'ingresso alla città. È chiamato così perché vi era in zona l'acquedotto che portava l'acqua dal Serino. Il quartiere si estende nella zona orientale, dal Rione Terra al Macellum, e il nome è arrivato a identificare anche il Rione Postierla, che nacque lo stesso periodo e si espanse verso l'attuale porto.
- Arco Felice è un quartiere situato tra Lucrino e Pozzuoli borgo, sorto agli inizi del 1900 dopo lo sviluppo della linea ferroviaria Cumana. Prende il nome dai resti di un acquedotto romano in laterizio, di cui rimane in piedi un grande arco, detto arco felice vecchio, sito in località Cuma.
- Lucrino è un quartiere in cui sono ubicati: la parte occidentale dell'oasi naturalistica del Monte Nuovo e il lago d'Averno considerato la porta agli inferi; sulle sue sponde si trova il famoso Tempio di Apollo. Il suo nome deriva dalla parola lucrum (guadagno). Nel I secolo a.C., infatti, l'imprenditore e ingegnere romano Sergio Orata, impiantò nelle acque del lago una coltivazione di ostriche, ricavandone grandi ricchezze. Prima dell'eruzione del Monte Nuovo del 1538, che lo distrusse completamente, sorgeva, su una collina dell'odierna Lucrino, Tripergole, un villaggio termale noto per le proprietà curative termali delle sorgenti flegree.
- Rione Artiaco è un quartiere popolare nato tra il 1958 e i primi anni 60', come soluzione abitativa per gli abitanti eccedenti al Borgo delle Piscinelle.[49] È posto sulla via omonima, via di collegamento tra Pozzuoli e Quarto (proseguendo per quella strada si giunge di fatti alla cosiddetta "Montagna spaccata").
- Rione Bognar è un quartiere residenziale nato negli anni 50' nella zona alta di Pozzuoli, nei pressi dell'Anfiteatro Flavio cittadino. Il quartiere si sviluppa nei pressi della Stazione di Pozzuoli Solfatara.
- Pisciarelli è quella parte della località di Agnano Terme ricompresa nel territorio del comune di Pozzuoli. La restante parte di Agnano fa parte dell'ex frazione Bagnoli del comune di Napoli.
- Cigliano è un insediamento agricolo, posto nel cratere del monte omonimo, a ovest degli Astroni di Agnano e a est della località Campiglione. La zona settentrionale di questo insediamento agricolo è detto "Cofanara", per il nome della via su cui insiste.
- San Vito è una contrada sulle pendici occidentali del monte Cigliano, in cui è presente una necropoli romana del I secolo d.C., e una chiesa omonima, insistente sulla zona dal 1655 (e che dà nome alla contrada).[50]
- La Schiana è la contrada in cui insiste l'Ospedale di Pozzuoli "Santa Maria delle Grazie", nato nel XVI secolo di fianco all'omonima chiesa nel centro storico del paese[51]. È una zona poco abitata, dove compaiono solo diverse ville unifamiliari, posta a ovest del Rione Toiano, a nord del lago d'Averno e a est della zona di Cuma. A nord dell'ospedale vi è un insediamento abitativo chiamato "Privata Monterusso", dal nome dell'omonima via.
- Campiglione è una zona posta a est del Rione Toiano, di preciso indica la caldera del Monte Gauro. All'interno del cratere è stato istituito dal 1966 il "Carney Park", un centro ricreativo per i militari della U.S. Navy. In zona, insiste la Via Campana, lungo la quale sono sorte diverse attività commerciali e anche un centro commerciale. Sulle pendici settentrionali del Monte Gauro, in zona insiste un'area residenziale denominata "Castagnaro", mentre sulle pendici occidentali insiste la zona agricola di "Sant'Angelo".
- Rione Toiano è un quartiere popolare sorto per dare una risposta abitativa ai cittadini di Pozzuoli, sfrattati dal Rione Terra e dal centro storico dopo il bradisismo del 1970, ed è posto al centro tra l'antica Pozzuoli e il “contemporaneo” megaquartiere di Monterusciello. È il centro dell'attività amministrativa, in quanto vi si trova la casa comunale, e ci sono anche alcune scuole e alcune attività commerciali. È un quartiere prettamente residenziale, che ha la connotazione di un quartiere di case popolari.
- Monterusciello (o Monteruscello)[52] è un quartiere costruito a seguito del bradisismo avvenuto negli anni '80 e oggi abitato da oltre 30 000 abitanti. Data la vastità della zona, nata per essere in parte una "new town", presenta ampi viali alberati, strade larghe, enormi parchi residenziali, e diverse attività commerciali, specialmente ai confini con Quarto e a sud. Diverse le infrastrutture comprese nel territorio, come la piscina olimpionica all'interno del Palazzo dello Sport (che ha tra l'altro ospitato per alcune stagioni la squadra di pallacanestro di Napoli) e un campo regolamentare interamente costruito in erba sintetica e una pista da jogging lunga 500 metri (a uso della Scuola calcio "Monterusciello"). Vi sono anche licei e istituti tecnici e professionali, con studenti provenienti dalla città metropolitana di Napoli e anche dalla provincia di Caserta. Tuttavia sono non mancano opere mai completate o realizzate, anche a causa delle infiltrazioni camorristiche, come il centro tennistico in via De Curtis, ampi locali non utilizzati a ridosso dell'Ufficio Postale, l'ex scuola alberghiera e un Centro Commerciale in Via Modigliani mai messo in funzione e ora distrutto dal tempo e dai vandalismi. Inoltre non vi sono luoghi di ritrovo, come cinema o teatri.[53] Nella zona settentrionale del quartiere, zona prettamente residenziale, si svolge anche il mercato rionale cittadino; e la piazza Antonio De Curtis è stata recentemente zona di riqualificazione urbana tramite il progetto "Monterusciello Agro City".[54][55][55][56] La zona è collegata mediante la stazione ferroviaria di Grotta del Sole, anche se per la sua posizione eccessivamente a nord (è praticamente al confine con Quarto e Giugliano) non connette in modo efficiente tutto l'abitato.
- Cuma è un quartiere alla periferia ovest della città di Pozzuoli, conosciuta per possedere i famosi siti archeologici: tempio di Apollo, tempio di Iside, tempio di Giove, Arco Felice, strade romane, antro della Sibilla, anfiteatro cumano e necropoli. È un quartiere non densamente abitato, dove però si sono sviluppate anche attività terziarie (prettamente ristoranti). Le abitazioni si sono sviluppate soprattutto nella zona pianeggiante e ex-paludosa della Nuova Colmata, posta a sud di Licola, mentre nei pressi dell'Antro della Sibilla si trova la zona agricola denominata "Monte di Cuma". Sarebbe collegato tramite la Circumflegrea grazie alla stazione omonima, ma la tratta è inattiva a causa della scarsa affluenza di traffico.
- Licola è il quartiere pianeggiante e prevalentemente litoraneo a nord-ovest della città di Pozzuoli. Sviluppatosi in era fascista grazie a una bonifica e all'inserimento di famiglie provenienti dal nord-est italiano a cui il regime assegnava casa, podere e animali e agli insediamenti dell'Opera Nazionale Combattenti. Confina a sud con Cuma, a est con Monterusciello, a nord con Giugliano in Campania (la cui zona confinante ha lo stesso nome ed è in parte tutelata nell'ambito della Riserva naturale Costa di Licola). In passato era una zona a forte vocazione turistica, oggi ridimensionata (causa anche la antropizzazione maggiore dei luoghi causata dagli sfollati del bradisismo). Nella zona sorge il depuratore di Licola-Cuma, che serve tutta l'area settentrionale della Città metropolitana di Napoli, posto nei pressi della stazione della Circumflegrea (attuale capolinea della ferrovia). Una parte di questo quartiere è denominata Marina di Licola, servita dalla stazione omonima presente sulla tratta inutilizzata da Licola a Torregaveta, che dovrebbe servire gli stabilimenti balneari in zona. Nei pressi della frazione vi è una parte della riserva "Foce di Licola".

## Economia

### Agricoltura e Pesca

#### Mercato ortofrutticolo all'ingrosso
In viale dell'Europa Unita si trova il mercato ortofrutticolo all'ingrosso di Pozzuoli, che almeno fino al 2015 era ritenuto il quarto in Campania per fatturato e superficie, il sesto in tutto il Sud Italia. Parzialmente chiuso nel 2010 per carenze igienico sanitare, fu riaperto a settembre del 2015 dopo un intervento di ristrutturazione e manutenzione straordinaria costato circa 2 milioni di euro e finanziato dal programma PIU Europa.

#### Mercato ittico all'ingrosso
Nella città è attivo un rilevante mercato ittico all'ingrosso, situato in via Fasano e inaugurato nel 1977. Almeno fino al 2009 viene riportato come il terzo mercato ittico all'ingrosso più grande d'Italia. Nel 2023 ha aperto anche dei magazzini per la vendita di frutti di mare (dopo averli chiusi nel 2016). È in progetto, grazie ai fondi PNRR, una ristrutturazione del fabbricato in cui è ospitato.

### Industria

#### Stabilimenti meccanici di Pozzuoli
Nella città era fiorentissima l'attività industriale, difatti lungo l'asse viario (Via Fasano) che collega il centro con l'insediamento urbano di Arco Felice hanno operato per lungo tempo gli stabilimenti meccanici di Pozzuoli, importante realtà industriale della provincia. Le origini risalgono al 1885, quando l'industria britannica Armstrong, che costruiva armi per forze armate di tutto il mondo venne autorizzata a impiantare a Pozzuoli una fabbrica metallurgica per la costruzione di artiglierie navali, lungo la costa, su un'area di 50 000 metri quadrati, dove anticamente, secondo la tradizione, sorgeva l'Accademia di Cicerone.
La fabbrica fu un'importante fonte di reddito per la maggior parte delle famiglie puteolane; nel 1886 vi lavoravano 250 operai che diventarono 4 000 nel 1911 e 5 000 nel 1916. Negli anni che precedettero il primo conflitto mondiale nello stabilimento venne costruito gran parte dell'armamento delle navi da battaglia Dante Alighieri e di quelle delle classi Cavour e Duilio, in particolare l'armamento principale costituito dal cannone 305/46 EOC Pattern "T" che ha equipaggiato la corazzata Dante Alighieri e le corazzate Cesare e Duilio; lo stabilimento divenne la maggiore fabbrica di cannoni in Italia. All'inizio del novecento alla lavorazione meccanica venne abbinata quella siderurgica. Lo stabilimento era favorito dalla posizione, con la collocazione sul mare, con un grande pontile lungo 200 metri, fornito di binari ferroviari che si estendevano per sette chilometri all'interno della fabbrica. La posizione consentiva l'approdo delle navi da carico che portavano il carbone e il minerale ferroso e anche delle navi militari, in cui dovevano essere imbarcati i cannoni. Nel corso della prima guerra mondiale lo stabilimento ebbe una grande espansione produttiva cui sarebbe seguito un periodo di crisi dopo il 1919, a causa della fine dell'economia di guerra, che provocherà il passaggio nel 1929 al gruppo Ansaldo.
Nel periodo tra le due guerre la denominazione divenne prima "Arsenale artiglierie" per poi assumere quella di "Ansaldo artiglierie" dopo il passaggio all'Ansaldo.
Dopo la seconda guerra mondiale la denominazione divenne Stabilimenti meccanici di Pozzuoli e venne progressivamente abbandonata la produzione bellica, per dedicarsi alla produzione meccanica media, fucinatura, stampaggio e carpenteria. Nel primo periodo dopo la guerra poiché le commesse civili tardavano a decollare, venne sviluppato e costruito per la Marina Militare un moderno pezzo d'artiglieria navale, il cannone antiaereo da 76/62 mm denominato tipo SMP3, cioè da tre pollici, da cui scaturisce la sua sigla “SMP-3”, imbarcato sulle corvette Albatros e sulle corvette dello stesso tipo realizzate nei cantieri italiani per la marina danese e olandese. La produzione di questo cannone fu l'ultima commessa militare di questi stabilimenti, in quanto la Marina Militare decise di affidare la produzione delle sue artiglierie navali agli stabilimenti Oto Melara di La Spezia.
Nel 1948 questi stabilimenti passarono sotto il controllo dell'IRI, come diramazione della finanziaria Finmeccanica. Inizia così anche la costruzione di materiale rotabile ferroviario prima con l'insegna degli stessi S.M.P. per proseguire nel 1957 con l'Aerfer e infine nel 1967 con la SOFER.
Negli anni cinquanta gli stabilimenti vengono rilevati dalla IMAM (Industrie meccaniche aeronautiche meridionali SpA) che a sua volta venne inglobata dalla Aerfer, società di Finmeccanica costituita il 26 luglio 1955 per raggruppare le attività del polo aeronautico campano.
Nel 1967, in seguito alla scissione di questa società, lo stabilimento venne ceduto alla Sofer Officine Ferroviarie del gruppo EFIM, che l'anno seguente, in seguito alla ristrutturazione delle aziende del gruppo che operavano nel settore ferroviario, venne inglobata dalla Breda Ferroviaria con cui negli anni ottanta diede vita al consorzio Inbus.
Nel tempo lo stabilimento ha raggiunto i 170 000 metri quadrati di estensione.
Dopo una prima grande crisi nel 1993, nel 2003 gli stabilimenti sono stati chiusi dopo oltre 100 anni di attività.
Per l'area precedentemente occupata dagli stabilimento è in corso un progetto per la riqualifica e la successiva destinazione a centro velico, e parte dell'area dismessa è stata data in concessione dalla Prysmian Group, che ha una sua sede già nei pressi di Arco Felice. Vi è compreso anche un parcheggio. Vi è anche un'ampia zona afferente al porto.

#### Stabilimento Olivetti
Lo stabilimento Olivetti è stato uno degli stabilimenti della società Olivetti costruito durante la presidenza di Adriano Olivetti. Progettato negli anni cinquanta da Luigi Cosenza, lo stabilimento è un'opera di architettura moderna di Pozzuoli ed è un esempio di integrazione architettonica nel panorama naturale della costa napoletana. Lo stabilimento nacque per la produzione di macchine calcolatrici e macchine da scrivere; negli anni 80' l'informatizzazione portò l'Olivetti a rendere lo stabilimento un centro di produzione computer, specializzato nel software (l'hardware era prodotto agli stabilimenti di Marcianise): nacque così quindi il Centro Tecnologie e Servizi di Impresa Olivetti. Nel 2004 la proprietà è passata al Fondo Tecla, società del Gruppo Pirelli. Alla chiusura del fondo, nel 2017, gli stabilimenti sono passati in mano alla DeA Capital Real Estate SGR.
Dopo essere stato per anni sede degli stabilimenti Olivetti, oggi ospita anche diverse altre attività, come il TIGEM e l'Istituto di Chimica Biomolecolare del Consiglio Nazionale delle Ricerche, uffici Vodafone e WindTre.

#### Cantieristica
Nel comune puteolano è attiva una floridissima rete di aziende di cantieristica.

## Infrastrutture e trasporti

### Ferrovie

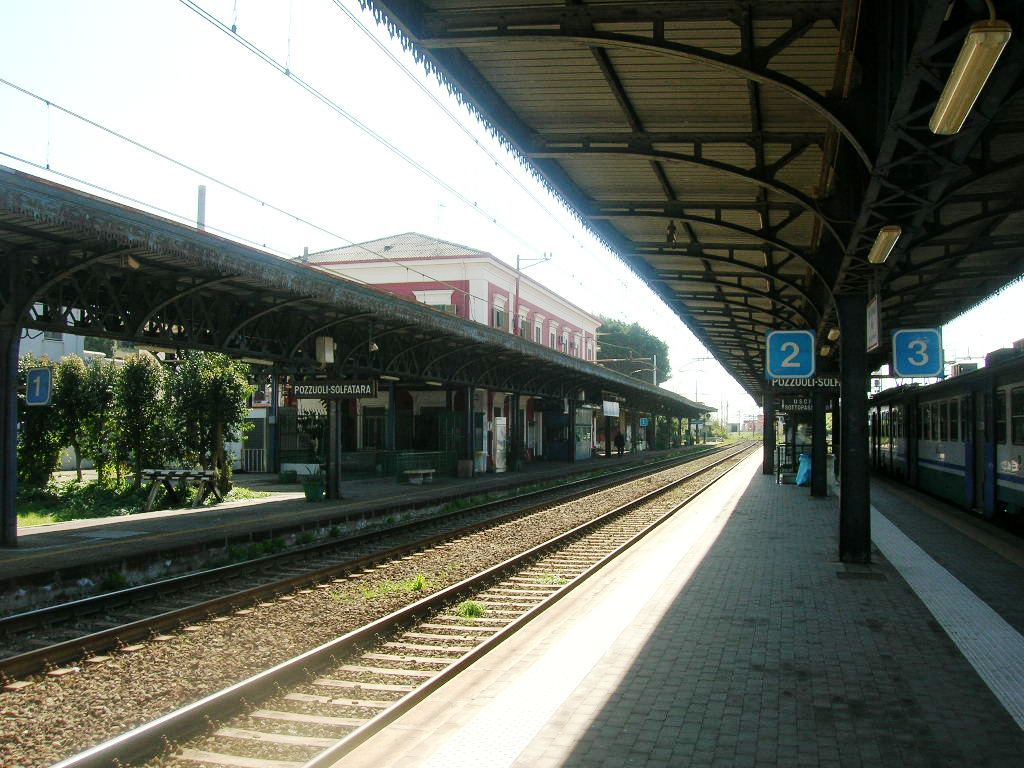
Stazione di Pozzuoli Solfatara

Pozzuoli è collegata con il capoluogo attraverso tre linee ferroviarie:
- la linea 2 della metropolitana di Napoli (con la stazione di Pozzuoli Solfatara);
- la ferrovia Cumana (con 3 stazioni attive e una in costruzione nel territorio comunale di Pozzuoli);
- la ferrovia Circumflegrea (con 4 stazioni sulla tratta ricadente nel comune, delle quali attive solo quella di Licola e Grotta del Sole).

Dalla stazione di Pozzuoli Solfatara, capolinea della linea 2, partono anche treni diretti verso Villa Literno, che effettuano le fermate nelle stazioni di Quarto di Marano e Giugliano-Qualiano.

#### Tramvie
Fra il 1883 e la seconda guerra mondiale era attiva la tranvia Napoli-Bagnoli-Pozzuoli.
Tra il 2022 e il 2023 è stato approvato dalla Città Metropolitana di Napoli il nuovo Piano Urbano della Mobilità Sostenibile, che prevede la progettazione di un collegamento, con bus o tramvia a sede riservata, detto Gronda Ovest, che dalla stazione di Chiaiano della Linea 1 dovrebbe passare per i comuni di Mugnano di Napoli, Marano, Calvizzano, Villaricca, Qualiano e Giugliano, fino alla stazione di Licola della Circumflegrea, nel territorio di Pozzuoli.

### Porto
Il porto di Pozzuoli ha collegamenti regolari con le isole di Ischia e Procida e collegamenti meno frequenti con Capri, Ponza e Ventotene.

### Mobilità urbana
È collegata a Napoli con le linee extraurbane di autobus dell'EAV che raggiungono Bacoli e Torregaveta e della ex CTP che raggiungono Mondragone e Baia Domizia. È collegata anche, ma con arrivo a Piazzale Tecchio, a Fuorigrotta, con autolinee dell'EAV (ex SEPSA), con partenze di ogni mezz'ora circa dal capolinea nella frazione di Monteruscello nei pressi della stazione Grotta del Sole della Ferrovia Circumflegrea e con percorso in Tangenziale, ingresso Monteruscello Sud uscita Agnano e viceversa; dallo stesso capolinea e sempre con autolinee EAV ogni ora un collegamento con Nisida, Città della scienza, con passaggio nei pressi dell'Ospedale La Schiana e un percorso che attraversa Arco Felice e il centro cittadino per raggiungere il capolinea attraverso il lungomare. Trasporti all'interno del territorio di Pozzuoli sono gestiti dalla ex CTP, ma con cadenza non molto frequente. Ad esempio, il P9 che collega il porto con la Solfatara passa una volta l'ora, mentre il 955 dell'EAV, che collega il porto con via Campana e la zona di Cigliano, passa una volta ogni 65 minuti.

## Amministrazione
| Periodo           | Periodo           | Primo cittadino                               | Partito    | Carica                    | Note                               |
| ----------------- | ----------------- | --------------------------------------------- | ---------- | ------------------------- | ---------------------------------- |
| 6 maggio 1944     | 14 novembre 1946  | Raimondo Annecchino                           | CLN- AMGOT | Sindaco                   |                                    |
| 15 novembre 1946  | 20 giugno 1952    | Raimondo Annecchino                           | PSIUP/ PSI | Sindaco                   |                                    |
| 21 giugno 1952    | 17 gennaio 1954   | Domenico Conte                                | PCI        | Sindaco                   | [ 74 ]                             |
| 18 gennaio 1954   | 4 settembre 1954  | Giovanni De Silva                             |            | Commissario prefettizio   | [ 75 ] [ 76 ] [ 77 ]               |
| 5 settembre 1954  | 26 dicembre 1954  | Alfonso Ferrara                               |            | Commissario prefettizio   | [ 77 ]                             |
| 27 dicembre 1954  | 22 marzo 1956     | Alfonso Allodi                                |            | Commissario prefettizio   | [ 77 ]                             |
| 23 marzo 1956     | 28 maggio 1956    | Filippo Piscopo                               |            | Commissario prefettizio   | [ 77 ]                             |
| 29 maggio 1956    | 20 giugno 1960    | Giuseppe Di Matteo                            | DC         | Sindaco                   | [ 78 ] [ 79 ] [ 80 ]               |
| 21 giugno 1960    | 23 luglio 1961    | Odoacre Oriani                                | PMP-DC     | Sindaco                   | [ 81 ] [ 82 ] [ 83 ] [ 84 ]        |
| 24 luglio 1961    | 8 ottobre 1961    | Enrico Vellinati                              | PCI        | Sindaco                   | [ 85 ]                             |
| 9 ottobre 1961    | 2 luglio 1964     | Vincenzo Visone                               | DC         | Sindaco                   | [ 84 ] [ 86 ] [ 87 ]               |
| 3 luglio 1964     | 26 febbraio 1965  | Enrico Vellinati                              | PCI        | Sindaco                   |                                    |
| 27 febbraio 1965  | 22 febbraio 1967  | Domenico Conte                                | PCI        | Sindaco                   |                                    |
| 23 febbraio 1967  | 17 ottobre 1967   | Eugenio Cammisa                               | PSI        | Sindaco                   | [ 84 ] [ 88 ] [ 89 ]               |
| 18 ottobre 1967   | 21 aprile 1968    | Enrico Vellinati                              | PCI        | Sindaco                   | [ 88 ]                             |
| 22 aprile 1968    | 7 agosto 1968     | Odoacre Oriani                                | DC         | Sindaco                   | [ 84 ]                             |
| 8 agosto 1968     | 26 gennaio 1969   | Carlo Lessona                                 |            | Commissario prefettizio   | [ 90 ]                             |
| 27 gennaio 1969   | 24 gennaio 1974   | Angelo Gentile                                | DC         | Sindaco                   | [ 84 ] [ 91 ] [ 92 ] [ 93 ] [ 94 ] |
| 24 gennaio 1974   | 21 dicembre 1975  | Giuseppe Artiaco                              | DC         | Sindaco                   | [ 84 ] [ 95 ]                      |
| 22 dicembre 1975  | 21 dicembre 1976  | Edoardo Paggi                                 | PRI        | Sindaco                   | [ 84 ] [ 95 ] [ 96 ]               |
| 22 dicembre 1976  | 5 giugno 1978     | Domenico Conte                                | PCI        | Sindaco                   |                                    |
| 6 giugno 1978     | 6 febbraio 1979   | Filippo Milazzo                               | PCI        | Sindaco                   | [ 97 ]                             |
| 7 febbraio 1979   | 30 aprile 1979    | Sergio D'Oriano                               | PCI        | Sindaco                   | [ 97 ] [ 98 ]                      |
| 1º maggio 1979    | 9 giugno 1981     | Angelo Gentile                                | DC         | Sindaco                   |                                    |
| 9 giugno 1981     | 11 maggio 1983    | Mario D'Oriano                                | DC         | Sindaco                   | [ 99 ]                             |
| 11 giugno 1983    | 9 settembre 1983  | Giuseppe Scotto Di Minico                     | DC         | Sindaco                   |                                    |
| 9 settembre 1983  | 24 settembre 1983 | Mattia La Rana                                | PRI        | Sindaco                   | [ 100 ] [ 101 ]                    |
| 21 settembre 1983 | 15 novembre 1984  | Gennaro Postiglione                           | PRI        | Sindaco                   | [ 102 ] [ 103 ] [ 104 ] [ 105 ]    |
| 15 novembre 1984  | 3 marzo 1985      | Giuseppe Caminiti                             | DC         | Sindaco                   | [ 106 ] [ 107 ]                    |
| 4 marzo 1985      | 28 marzo 1986     | Stelio Romano                                 | DC         | Sindaco                   | [ 108 ] [ 109 ] [ 110 ] [ 111 ]    |
| 29 marzo 1986     | 2 febbraio 1988   | Antonio Ciarleglio                            | PSI        | Sindaco                   | [ 112 ] [ 113 ]                    |
| 3 febbraio 1988   | 25 luglio 1988    | Giuseppe Artiaco                              | DC         | Sindaco                   |                                    |
| 3 febbraio 1988   | 23 settembre 1990 | Antonio Procacci                              | DC         | Sindaco                   | [ 114 ]                            |
| 24 settembre 1990 | 29 settembre 1991 | Carmelo Cicale                                | DC         | Sindaco                   | [ 115 ]                            |
| 30 settembre 1991 | 8 febbraio 1992   | Salvatore Lubrano                             | DC         | Sindaco                   | [ 116 ] [ 117 ]                    |
| 9 febbraio 1992   | 20 giugno 1993    | Giovanni Amato                                | DC         | Sindaco                   | [ 118 ]                            |
| 21 giugno 1993    | 12 maggio 1997    | Aldo Mobilio                                  | PDS        | Sindaco                   |                                    |
| 12 maggio 1997    | 28 maggio 2001    | Gennaro Devoto                                | DC         | Sindaco                   |                                    |
| 28 maggio 2001    | 23 dicembre 2005  | Vincenzo Figliolia                            | L'Ulivo    | Sindaco                   |                                    |
| 23 dicembre 2005  | 15 aprile 2008    | Pasquale Basso Maria Fornaro Vincenzo Madonna |            | Commissione straordinaria | [ 119 ]                            |
| 15 aprile 2008    | 6 maggio 2010     | Pasquale Giacobbe                             | PdL        | Sindaco                   |                                    |
| 6 maggio 2010     | 23 giugno 2011    | Roberto Aragno                                |            | Commissario               |                                    |
| 23 giugno 2011    | 23 novembre 2011  | Agostino Magliulo                             | PdL        | Sindaco                   |                                    |
| 23 novembre 2011  | 7 maggio 2012     | Ugo Mastrolitto                               |            | Commissario               |                                    |
| 7 maggio 2012     | 27 giugno 2022    | Vincenzo Figliolia                            | PD         | Sindaco                   |                                    |
| 14 luglio 2022    | In carica         | Luigi Manzoni                                 | PD         | Sindaco                   |                                    |

### Gemellaggi
- Agios Dimitrios, dal 1986
- Stettino, dal 1993
- Tarragona, dal 2003
- Abruzzo, dal 2001[120], per l'Emergenza Campi Flegrei
- Jalta, dal 1974

### Patti di amicizia
- Benevento
- Pompei

## Sport
La squadra di calcio della città è la Puteolana, iscritta per la stagione sportiva 2024/25 al campionato di Serie D. Il club toccò l'apice nel 1921-1922, quando sfiorò la qualificazione alla finalissima per l'assegnazione dello scudetto, perdendo la finale di Lega Sud contro la Fortitudo di Roma, e laureandosi vice campione dell'Italia centro-meridionale.
Il basket è rappresentato dalla Virtus Pozzuoli iscritta alla serie C Campania per la stagione 2024/2025